# Llista d'arbres singulars del Barcelonès
Llista d'arbres i arbredes declarats protegits.
El camp "protecció" indica el tipus de protecció:
- AM o DM: arbre o arbreda monumental
- AC o DC: arbre o arbreda d'interès comarcal
- AL o DL: arbre o arbreda d'interès local
- AUC o DUC: arbre o arbreda protegits per la legislació urbanística o cultural

S'hi indica també la data de protecció (en forma aaaa.mm.dd o només l'any), i si l'arbre és en un espai protegit s'indica amb la llegenda que trobareu a la llista d'espais naturals protegits de Catalunya.

## Badalona
| Nom                                | Protecció | Espècie / situació               | Alçària x volt del canó x capçada                   | Localització | Codi  | Imatge |
| ---------------------------------- | --------- | -------------------------------- | --------------------------------------------------- | --- | ----- | --- |
| Palmera de Bufalà                  | AL        | Phoenix canariensis              | 12 m*-*- Nascut cap al 1969                         | Badalona Plaça de la Ciutat de San Carlos de Nicaragua 41° 27′ 31″ N, 2° 14′ 17″ E / 41.458712°N,2.238098°E                                     | fitxa | {{ca\|Palmera de Bufalà (Badalona)}} · {{WLE-AD-ES\|}} · {{Object location dec\|41.458712\|2.238098\|region:ES-CT_type:landmark_source:cawiki}} · [[Categoria:Natural heritage sites in Spain]]                  |
| Washingtònia de Can Miravitges     | AL        | Washingtonia robusta             | 19 m*-*- Nascut cap al 1899                         | Badalona Masia de Can Miravitges 41° 28′ 29″ N, 2° 14′ 30″ E / 41.474845°N,2.241563°E                                                           | fitxa | {{ca\|Washingtònia de Can Miravitges (Badalona)}} · {{WLE-AD-ES\|}} · {{Object location dec\|41.474845\|2.241563\|region:ES-CT_type:landmark_source:cawiki}} · [[Categoria:Natural heritage sites in Spain]]     |
| Plàtan de Can Miravitges           | AL        | Platanus hispanica               | Aproximadament 20 m*298 cm*13 m Nascut cap al 1929  | Badalona Masia de Can Miravitges 41° 28′ 31″ N, 2° 14′ 32″ E / 41.47515°N,2.242135°E                                                            | fitxa | {{ca\|Plàtan de Can Miravitges (Badalona)}} · {{WLE-AD-ES\|}} · {{Object location dec\|41.47515\|2.242135\|region:ES-CT_type:landmark_source:cawiki}} · [[Categoria:Natural heritage sites in Spain]]            |
| Lledoner de Can Cabanyes           | AL        | Celtis australis                 | 23 m*246 cm*15 m Nascut cap al 1909                 | Badalona Masia de Can Cabanyes. Rambla de Sant Joan amb Salvador Espriu 41° 26′ 53″ N, 2° 14′ 05″ E / 41.448176°N,2.234629°E                    | fitxa | {{ca\|Lledoner de Can Cabanyes (Badalona)}} · {{WLE-AD-ES\|}} · {{Object location dec\|41.448176\|2.234629\|region:ES-CT_type:landmark_source:cawiki}} · [[Categoria:Natural heritage sites in Spain]]           |
| Lledoner 1 del C/ Independència    | AL        | Celtis australis                 | 9 m, aproximadament*-*7,5 m Nascut cap al 1959      | Badalona C/ Independència amb Edith Piaff 41° 27′ 49″ N, 2° 14′ 23″ E / 41.463583°N,2.239806°E                                                  | fitxa | {{ca\|Lledoner 1 del C/ Independència (Badalona)}} · {{WLE-AD-ES\|}} · {{Object location dec\|41.463583\|2.239806\|region:ES-CT_type:landmark_source:cawiki}} · [[Categoria:Natural heritage sites in Spain]]    |
| Lledoner 2 del C/ Independència    | AL        | Celtis australis                 | Aproximadament 11 m*220 cm*7,5 m Nascut cap al 1959 | Badalona C/ Independència amb Edith Piaff 41° 27′ 49″ N, 2° 14′ 22″ E / 41.463743°N,2.239575°E                                                  | fitxa | {{ca\|Lledoner 2 del C/ Independència (Badalona)}} · {{WLE-AD-ES\|}} · {{Object location dec\|41.463743\|2.239575\|region:ES-CT_type:landmark_source:cawiki}} · [[Categoria:Natural heritage sites in Spain]]    |
| Om de la Rambla de Sant Joan       | AL        | Ulmus minor                      | 14 m*207 cm*16,5 m Nascut cap al 1924               | Badalona Rambla de Sant Joan 41° 27′ 06″ N, 2° 13′ 57″ E / 41.451681°N,2.232571°E                                                               | fitxa | {{ca\|Om de la Rambla de Sant Joan (Badalona)}} · {{WLE-AD-ES\|}} · {{Object location dec\|41.451681\|2.232571\|region:ES-CT_type:landmark_source:cawiki}} · [[Categoria:Natural heritage sites in Spain]]       |
| Palmerar de Can Cabanyes           | DL        | Phoenix canariensis 10 exemplars | Aproximadament, 12 m*-* Nascuts cap al 1949         | Badalona Can Cabanyes. Rbla. de Sant Joan amb Concòrdia 41° 26′ 54″ N, 2° 14′ 06″ E / 41.448228°N,2.235133°E                                    | fitxa | {{ca\|Palmerar de Can Cabanyes (Badalona)}} · {{WLE-AD-ES\|}} · {{Object location dec\|41.448228\|2.235133\|region:ES-CT_type:landmark_source:cawiki}} · [[Categoria:Natural heritage sites in Spain]]           |
| L'Airosa                           | AL        | Phoenix dactylifera              | 18 m (tronc)*-* Nascut cap al 1899                  | Badalona Pati central entre els dos edificis de Can Solei, prop de les escales 41° 27′ 21″ N, 2° 15′ 09″ E / 41.455904°N,2.252393°E             | fitxa | {{ca\|L'Airosa (Badalona)}} · {{WLE-AD-ES\|}} · {{Object location dec\|41.455904\|2.252393\|region:ES-CT_type:landmark_source:cawiki}} · [[Categoria:Natural heritage sites in Spain]]                           |
| El Canelobre                       | AL        | Nolina stricta                   | 5 m (tronc)*-* Nascut cap al 1895                   | Badalona Esplanada superior, prop de les escales que baixen a l'antiga escola de Can Solei 41° 27′ 21″ N, 2° 15′ 08″ E / 41.455897°N,2.252114°E | fitxa | {{ca\|El Canelobre (Badalona)}} · {{WLE-AD-ES\|}} · {{Object location dec\|41.455897\|2.252114\|region:ES-CT_type:landmark_source:cawiki}} · [[Categoria:Natural heritage sites in Spain]]                       |
| El Drac                            | AL        | Chamaerops humilis               | 8 m*-* Nascut cap al 1879                           | Badalona Camí de l'antiga escola de Can Solei 41° 27′ 21″ N, 2° 15′ 10″ E / 41.455868°N,2.252819°E                                              | fitxa | {{ca\|El Drac (Badalona)}} · {{WLE-AD-ES\|}} · {{Object location dec\|41.455868\|2.252819\|region:ES-CT_type:landmark_source:cawiki}} · [[Categoria:Natural heritage sites in Spain]]                            |
| Còcul Gros de Ca l'Arnús           | AL        | Cocculus laurifolius             | 11,2 m*230 cm*13,5 Nascut cap al 1894               | Badalona Zona del llac de Ca l'Arnús, al costat del castellet 41° 27′ 25″ N, 2° 15′ 13″ E / 41.456899°N,2.253534°E                              | fitxa | {{ca\|Còcul Gros de Ca l'Arnús (Badalona)}} · {{WLE-AD-ES\|}} · {{Object location dec\|41.456899\|2.253534\|region:ES-CT_type:landmark_source:cawiki}} · [[Categoria:Natural heritage sites in Spain]]           |
| Bellaombra de Ca l'Arnús           | AL        | Phytolacca dioica                | 18 m*1.665 cm*16,5 Nascut cap al 1939               | Badalona Camí dels horts de Ca l'Arnús 41° 27′ 25″ N, 2° 15′ 15″ E / 41.456903°N,2.254090°E                                                     | fitxa | {{ca\|Bellaombra de Ca l'Arnús (Badalona)}} · {{WLE-AD-ES\|}} · {{Object location dec\|41.456903\|2.254090\|region:ES-CT_type:landmark_source:cawiki}} · [[Categoria:Natural heritage sites in Spain]]           |
| Washingtònia de Ca l'Arnús         | AL        | Washingtonia filifera            | 16,4 m*-*- Nascut cap al 1879                       | Badalona Esplanada del costat de la glorieta de Ca l'Arnús 41° 27′ 23″ N, 2° 15′ 10″ E / 41.456349°N,2.252852°E                                 | fitxa | {{ca\|Washingtònia de Ca l'Arnús (Badalona)}} · {{WLE-AD-ES\|}} · {{Object location dec\|41.456349\|2.252852\|region:ES-CT_type:landmark_source:cawiki}} · [[Categoria:Natural heritage sites in Spain]]         |
| Parella de Lledoners de Ca l'Arnús | AL        | Celtis australis                 | 16,5 m*210+184 cm*14 m Nascut cap al 1939           | Badalona Extrem sud esplanada costat glorieta Ca l'Arnús 41° 27′ 23″ N, 2° 15′ 11″ E / 41.456371°N,2.252958°E                                   | fitxa | {{ca\|Parella de Lledoners de Ca l'Arnús (Badalona)}} · {{WLE-AD-ES\|}} · {{Object location dec\|41.456371\|2.252958\|region:ES-CT_type:landmark_source:cawiki}} · [[Categoria:Natural heritage sites in Spain]] |

## Barcelona
| Nom                                                 | Protecció | Espècie / situació                 | Alçària x volt del canó x capçada                           | Localització | Codi                 | Imatge |                                                                                          |
| --------------------------------------------------- | --------- | ---------------------------------- | ----------------------------------------------------------- | --- | -------------------- | --- | ---------------------------------------------------------------------------------------- |
| Teix                                                | AL 2014   | Taxus baccata                      | 11 m*-*7/8 m                                                | Barcelona Pati Interior de la Facultat de Geografia i Història de la Universitat de Barcelona (Carrer de Montalegre) Ciutat Vella 41° 23′ 03″ N, 2° 10′ 02″ E / 41.384265°N,2.16734°E                       | MA-080193/0159-01-13 | {{ca\|Teix (Barcelona)}} · {{WLE-AD-ES\|MA-080193/0159-01-13}} · {{Object location dec\|41.384265\|2.16734\|region:ES-CT_type:landmark_source:cawiki}} · [[Categoria:Natural heritage sites in Spain]]                                                     |                                                                                          |
| Washingtònia de Califòrnia                          | AL 1994   | Washingtonia filifera              | 24 m*-*7 m Nascut cap al 1904                               | Barcelona c. Elisabets, 24 (Casa de la Misericòrdia) Ciutat Vella 41° 23′ 01″ N, 2° 10′ 07″ E / 41.383537°N,2.16866°E                                                                                       | MA-080193/0096-01-94 | {{ca\|Washingtònia de Califòrnia (Barcelona)}} · {{WLE-AD-ES\|MA-080193/0096-01-94}} · {{Object location dec\|41.383537\|2.16866\|region:ES-CT_type:landmark_source:cawiki}} · [[Categoria:Washingtònies de la casa de la Misericòrdia]]                   |                                                                                          |
| Livistona                                           | AL 1993   | Livistona chinensis                | 9,5 m*0,76 m*6 m Nascut cap al 1893                         | Barcelona c. Canuda, 6 (pati Ateneu Barcelonès) Ciutat Vella 41° 23′ 04″ N, 2° 10′ 18″ E / 41.384329°N,2.17172°E                                                                                            | MA-080193/0031-01-93 | {{ca\|Livistona (Barcelona)}} · {{WLE-AD-ES\|MA-080193/0031-01-93}} · {{Object location dec\|41.384329\|2.17172\|region:ES-CT_type:landmark_source:cawiki}} · [[Categoria:Livistones xineses de l'Ateneu Barcelonès]]                                      |                                                                                          |
| Livistona                                           | AL 1994   | Livistona australis                | 18 m*1 m*6 m Nascut cap al 1894                             | Barcelona c. Canuda, 6 (pati Ateneu Barcelonès) Ciutat Vella 41° 23′ 04″ N, 2° 10′ 18″ E / 41.384404°N,2.171672°E                                                                                           | MA-080193/0053-01-94 | {{ca\|Livistona (Barcelona)}} · {{WLE-AD-ES\|MA-080193/0053-01-94}} · {{Object location dec\|41.384404\|2.171672\|region:ES-CT_type:landmark_source:cawiki}} · [[Categoria:Livistona de l'Ateneu Barcelonès]]                                              |                                                                                          |
| Magnòlia                                            | AL 1993   | Magnolia grandiflora               | 19,50 m*1,86 m*10,50 m Nascut cap al 1893                   | Barcelona Jardí del Claustre de la Catedral Ciutat Vella 41° 23′ 02″ N, 2° 10′ 34″ E / 41.383853°N,2.176063°E                                                                                               | MA-080193/0050-01-93 | {{ca\|Magnòlia (Barcelona)}} · {{WLE-AD-ES\|MA-080193/0050-01-93}} · {{Object location dec\|41.383853\|2.176063\|region:ES-CT_type:landmark_source:cawiki}} · [[Categoria:Natural heritage sites in Spain]]                                                |                                                                                          |
| Tipuana                                             | AL 1993   | Tipuana tipu                       | 14 m*1,45 m*13 m                                            | Barcelona pl. St. Felip Neri Ciutat Vella 41° 23′ 00″ N, 2° 10′ 30″ E / 41.383468°N,2.175103°E | MA-080193/0021-01-93 | {{ca\|Tipuana (Barcelona)}} · {{WLE-AD-ES\|MA-080193/0021-01-93}} · {{Object location dec\|41.383468\|2.175103\|region:ES-CT_type:landmark_source:cawiki}} · [[Categoria:Tipuanes de Sant Felip Neri]]                                                     |                                                                                          |
| Xiprer calb, o xiprer dels pantans                  | AL 1993   | Taxodium distichum                 | 8 m*-*5 m Nascut cap al 1933                                | Barcelona Parc de la Ciutadella Ciutat Vella 41° 23′ 18″ N, 2° 11′ 13″ E / 41.388322°N,2.186826°E | MA-080193/0046-01-93 | {{ca\|Xiprer calb (Barcelona)}} · {{WLE-AD-ES\|MA-080193/0046-01-93}} · {{Object location dec\|41.388322\|2.186826\|region:ES-CT_type:landmark_source:cawiki}} · [[Categoria:Xiprer dels pantans del parc de la Ciutadella]]                               |                                                                                          |
| Eucaliptus                                          | AL 1994   | Eucalyptus camaldulensis           | 26 m*2,90 m*11 m Nascut cap al 1904                         | Barcelona pl. de les Caramelles Ciutat Vella 41° 22′ 57″ N, 2° 10′ 04″ E / 41.3824°N,2.167743°E | MA-080193/0052-01-94 | {{ca\|Eucaliptus (Barcelona)}} · {{WLE-AD-ES\|MA-080193/0052-01-94}} · {{Object location dec\|41.3824\|2.167743\|region:ES-CT_type:landmark_source:cawiki}} · [[Categoria:Natural heritage sites in Spain]]                                                |                                                                                          |
| Acàcia de Constantinoble                            | AL 1996   | Albizia julibrissin                | 11,50 m*2,80 m*10 m Nascut cap al 1896                      | Barcelona Parc de la Ciutadella Ciutat Vella 41° 23′ 16″ N, 2° 11′ 09″ E / 41.387847°N,2.18588°E | MA-080193/0103-01-96 | {{ca\|Acàcia de Constantinoble (Barcelona)}} · {{WLE-AD-ES\|MA-080193/0103-01-96}} · {{Object location dec\|41.387847\|2.18588\|region:ES-CT_type:landmark_source:cawiki}} · [[Categoria:Natural heritage sites in Spain]]                                 |                                                                                          |
| Plàtans de la Rambla                                | DL 2010   | Platanus X hispanica               | 7- 25 m*0,45- 2,50 m*3- 15 m Nascut cap al 1894             | Barcelona Les Rambles Ciutat Vella 41° 23′ 07″ N, 2° 10′ 13″ E / 41.385372°N,2.170245°E | MA-080193/0152-05-10 | {{ca\|Plàtans de la Rambla (Barcelona)}} · {{WLE-AD-ES\|MA-080193/0152-05-10}} · {{Object location dec\|41.385372\|2.170245\|region:ES-CT_type:landmark_source:cawiki}} · [[Categoria:Plàtans de la Rambla]]                                               |                                                                                          |
| Palmera de Canàries                                 | AL 1996   | Phoenix canariensis                | 15 m*-*- Nascut cap al 1896                                 | Barcelona c. Lancaster, 8 baixos esquerra Ciutat Vella 41° 22′ 42″ N, 2° 10′ 27″ E / 41.378221°N,2.174102°E                                                                                                 | MA-080193/0101-01-96 | {{ca\|Palmera de Canàries (Barcelona)}} · {{WLE-AD-ES\|MA-080193/0101-01-96}} · {{Object location dec\|41.378221\|2.174102\|region:ES-CT_type:landmark_source:cawiki}} · [[Categoria:Natural heritage sites in Spain]]                                     |                                                                                          |
| Datiler                                             | AL 1993   | Phoenix dactylifera                | 24 m*1 m*5 m Nascut cap al 1873                             | Barcelona c. Sta. Llúcia, 2 (Casa de l'Ardiaca) Ciutat Vella 41° 23′ 03″ N, 2° 10′ 33″ E / 41.384154°N,2.175706°E                                                                                           | MA-080193/0002-01-93 | {{ca\|Datiler (Barcelona)}} · {{WLE-AD-ES\|MA-080193/0002-01-93}} · {{Object location dec\|41.384154\|2.175706\|region:ES-CT_type:landmark_source:cawiki}} · [[Categoria:Palmera de la Casa de l'Ardiaca]]                                                 |                                                                                          |
| Maclura                                             | AL 1993   | Maclura pomifera                   | 14 m*2,30 m*13,50 m Nascut cap al 1913                      | Barcelona Parc de la Ciutadella Ciutat Vella 41° 23′ 20″ N, 2° 11′ 15″ E / 41.388771°N,2.187575°E | MA-080193/0039-01-93 | {{ca\|Maclura (Barcelona)}} · {{WLE-AD-ES\|MA-080193/0039-01-93}} · {{Object location dec\|41.388771\|2.187575\|region:ES-CT_type:landmark_source:cawiki}} · [[Categoria:Natural heritage sites in Spain]]                                                 |                                                                                          |
| Alzines de la plaça Catalunya                       | DL 1994   | Quercus ilex                       | 14,50 m*2,05 m*13 m Nascut cap al 1904                      | Barcelona pl. Catalunya Ciutat Vella 41° 23′ 14″ N, 2° 10′ 14″ E / 41.387223°N,2.17054°E | MA-080193/0095-01-94 | {{ca\|Alzines de la plaça Catalunya (Barcelona)}} · {{WLE-AD-ES\|MA-080193/0095-01-94}} · {{Object location dec\|41.387223\|2.17054\|region:ES-CT_type:landmark_source:cawiki}} · [[Categoria:Alzines de la plaça Catalunya]]                              |                                                                                          |
| Roure                                               | AL 1997   | Quercus polymorpha                 | 7,50 m*2,35 m*7 m Nascut cap al 1887                        | Barcelona Parc de la Ciutadella Ciutat Vella 41° 23′ 21″ N, 2° 11′ 11″ E / 41.389075°N,2.186408°E | MA-080193/0130-01-07 | {{ca\|Roure (Barcelona)}} · {{WLE-AD-ES\|MA-080193/0130-01-07}} · {{Object location dec\|41.389075\|2.186408\|region:ES-CT_type:landmark_source:cawiki}} · [[Categoria:Roure de Mèxic del parc de la Ciutadella]]                                          |                                                                                          |
| Casuarina                                           | AL 1994   | Casuarina cunninghamiana           | 22,50 m*5,50 m*18 m Nascut cap al 1894                      | Barcelona Parc de la Ciutadella Ciutat Vella 41° 23′ 23″ N, 2° 11′ 13″ E / 41.389793°N,2.18703°E | MA-080193/0051-01-94 | {{ca\|Casuarina (Barcelona)}} · {{WLE-AD-ES\|MA-080193/0051-01-94}} · {{Object location dec\|41.389793\|2.18703\|region:ES-CT_type:landmark_source:cawiki}} · [[Categoria:Natural heritage sites in Spain]]                                                |                                                                                          |
| Arbre de la llana                                   | AL 1996   | Chorisia speciosa                  | 9 m*2,38 m*8,50 m Nascut cap al 1916                        | Barcelona av. Paral·lel / pg. Josep Carner Ciutat Vella 41° 22′ 29″ N, 2° 10′ 32″ E / 41.374786°N,2.175636°E                                                                                                | MA-080193/0104-01-96 | {{ca\|Arbre de la llana (Barcelona)}} · {{WLE-AD-ES\|MA-080193/0104-01-96}} · {{Object location dec\|41.374786\|2.175636\|region:ES-CT_type:landmark_source:cawiki}} · [[Categoria:Natural heritage sites in Spain]]                                       |                                                                                          |
| Arbre del coral                                     | AL 2010   | Erythrina crista-galli             | 7,5 m*1,80-1,04 m*10 m Nascut cap al                        | Barcelona C/Aragó amb C/Enamorats Eixample 41° 24′ 18″ N, 2° 10′ 55″ E / 41.404877°N,2.181939°E | MA-080193/0150-02-10 | {{ca\|Arbre del coral (Barcelona)}} · {{WLE-AD-ES\|MA-080193/0150-02-10}} · {{Object location dec\|41.404877\|2.181939\|region:ES-CT_type:landmark_source:cawiki}} · [[Categoria:Eritrina del carrer Enamorats]]                                           |                                                                                          |
| Margalló                                            | AL 2004   | Chamaerops humilis                 | 6 m*-*7 m Nascut cap al 1904                                | Barcelona pl. del Dr. Letamendi Eixample 41° 23′ 20″ N, 2° 09′ 39″ E / 41.388785°N,2.16075°E | MA-080193/0058-02-94 | {{ca\|Margalló (Barcelona)}} · {{WLE-AD-ES\|MA-080193/0058-02-94}} · {{Object location dec\|41.388785\|2.16075\|region:ES-CT_type:landmark_source:cawiki}} · [[Categoria:Margalló de la plaça de Letamendi]]                                               |                                                                                          |
| Xicrandes de la plaça de la Sagrada Família         | DL 1997   | Jacaranda mimosifolia              | 8 m*1,06 m*7 m Nascut cap al 1927                           | Barcelona pl. Sagrada Família Eixample 41° 24′ 09″ N, 2° 10′ 23″ E / 41.402622°N,2.173136°E | MA-080193/0127-02-97 | {{ca\|Xicrandes de la plaça de la Sagrada Família (Barcelona)}} · {{WLE-AD-ES\|MA-080193/0127-02-97}} · {{Object location dec\|41.402622\|2.173136\|region:ES-CT_type:landmark_source:cawiki}} · [[Categoria:Xicrandes de la plaça de la Sagrada Família]] |                                                                                          |
| Lledoner                                            | AL 1994   | Celtis australis                   | 16 m*2,10 m*16 m Nascut cap al 1914                         | Barcelona pl. Sagrada Família Eixample 41° 24′ 11″ N, 2° 10′ 22″ E / 41.403034°N,2.172812°E | MA-080193/0057-02-94 | {{ca\|Lledoner (Barcelona)}} · {{WLE-AD-ES\|MA-080193/0057-02-94}} · {{Object location dec\|41.403034\|2.172812\|region:ES-CT_type:landmark_source:cawiki}} · [[Categoria:Lledoner de la plaça de la Sagrada Família]]                                     |                                                                                          |
| Alzina                                              | AL 1993   | Quercus ilex                       | 14 m*1,69 m*12 m Nascut cap al 1923                         | Barcelona c. Roger de Llúria / av. Diagonal Eixample 41° 23′ 51″ N, 2° 09′ 48″ E / 41.397465°N,2.163459°E                                                                                                   | MA-080193/0006-02-93 | {{ca\|Alzina (Barcelona)}} · {{WLE-AD-ES\|MA-080193/0006-02-93}} · {{Object location dec\|41.397465\|2.163459\|region:ES-CT_type:landmark_source:cawiki}} · [[Categoria:Alzina de la Diagonal]]                                                            |                                                                                          |
| Plàtan d'ombra                                      | AL 1993   | Platanus sp.                       | 14,5 m*1,85 m*11 m Nascut cap al 1933                       | Barcelona Gran Via de les Corts Catalanes, 585 Eixample 41° 23′ 11″ N, 2° 09′ 51″ E / 41.38636°N,2.164071°E                                                                                                 | MA-080193/0003-02-93 | {{ca\|Plàtan d'ombra (Barcelona)}} · {{WLE-AD-ES\|MA-080193/0003-02-93}} · {{Object location dec\|41.38636\|2.164071\|region:ES-CT_type:landmark_source:cawiki}} · [[Categoria:Natural heritage sites in Spain]]                                           |                                                                                          |
| Teix                                                | AL 1994   | Taxus baccata                      | 11,50 m*1,70 m*10 m Nascut cap al 1904                      | Barcelona Jardins de la Universitat Central de Barcelona Eixample 41° 23′ 14″ N, 2° 09′ 46″ E / 41.387097°N,2.162888°E                                                                                      | MA-080193/0060-02-94 | {{ca\|Teix (Barcelona)}} · {{WLE-AD-ES\|MA-080193/0060-02-94}} · {{Object location dec\|41.387097\|2.162888\|region:ES-CT_type:landmark_source:cawiki}} · [[Categoria:Teix de la Universitat]]                                                             |                                                                                          |
| Pollancre del Canadà                                | AL 1996   | Populus X canadensis               | 14 m*2,80 a 0,80 m*12 m Nascut cap al 1896                  | Barcelona Parc de l'Estació del Nord Eixample 41° 23′ 35″ N, 2° 11′ 02″ E / 41.393007°N,2.183857°E | MA-080193/0106-02-96 | {{ca\|Pollancre del Canadà (Barcelona)}} · {{WLE-AD-ES\|MA-080193/0106-02-96}} · {{Object location dec\|41.393007\|2.183857\|region:ES-CT_type:landmark_source:cawiki}} · [[Categoria:Pollancre del parc de l'Estació del Nord]]                           |                                                                                          |
| Washingtònia                                        | AL 1993   | Washingtonia robusta               | 23 m*-*- Nascut cap al 1893                                 | Barcelona pl. del Dr. Letamendi Eixample 41° 23′ 21″ N, 2° 09′ 37″ E / 41.389067°N,2.160364°E | MA-080193/0040-02-93 | {{ca\|Washingtònia (Barcelona)}} · {{WLE-AD-ES\|MA-080193/0040-02-93}} · {{Object location dec\|41.389067\|2.160364\|region:ES-CT_type:landmark_source:cawiki}} · [[Categoria:Palmeres de la plaça de Letamendi]]                                          |                                                                                          |
| Phoenix reclinata                                   | AL 1993   | Phoenix reclinata                  | 16 m*-*6 m Nascut cap al 1923                               | Barcelona pl. Bisbe Urquinaona Eixample 41° 23′ 22″ N, 2° 10′ 24″ E / 41.389485°N,2.173394°E | MA-080193/0012-02-93 | {{ca\|Phoenix reclinata (Barcelona)}} · {{WLE-AD-ES\|MA-080193/0012-02-93}} · {{Object location dec\|41.389485\|2.173394\|region:ES-CT_type:landmark_source:cawiki}} · [[Categoria:Natural heritage sites in Spain]]                                       |                                                                                          |
| Til·lers de la Rambla de Catalunya                  | DL 1996   | Tilia x europaea i Tilia tomentosa | 10 m*1,05 m*9 m 322 exemplars                               | Barcelona Rambla de Catalunya Eixample 41° 23′ 44″ N, 2° 09′ 27″ E / 41.395532°N,2.157384°E | MA-080193/0105-02-96 | {{ca\|Til·lers de la Rambla de Catalunya (Barcelona)}} · {{WLE-AD-ES\|MA-080193/0105-02-96}} · {{Object location dec\|41.395532\|2.157384\|region:ES-CT_type:landmark_source:cawiki}} · [[Categoria:Til·lers de la Rambla de Catalunya]]                   |                                                                                          |
| Ginkgo                                              | AL 1994   | Ginkgo biloba                      | 18 m*1,50 i 1,50 (dos troncs) m*13 m Nascut cap al 1904     | Barcelona Jardins de la Universitat Central de Barcelona Eixample 41° 23′ 11″ N, 2° 09′ 45″ E / 41.386457°N,2.162609°E                                                                                      | MA-080193/0059-02-94 | {{ca\|Ginkgo (Barcelona)}} · {{WLE-AD-ES\|MA-080193/0059-02-94}} · {{Object location dec\|41.386457\|2.162609\|region:ES-CT_type:landmark_source:cawiki}} · [[Categoria:Ginkgo dels Jardins de la Universitat]]                                            |                                                                                          |
| Lledoner                                            | AL 1998   | Celtis australis                   | 14 m*1,65 m*8,5 m Nascut cap al 1958                        | Barcelona c. Casp, 49 Eixample 41° 23′ 33″ N, 2° 10′ 28″ E / 41.392465°N,2.174507°E | MA-080193/0140-02-98 | {{ca\|Lledoner (Barcelona)}} · {{WLE-AD-ES\|MA-080193/0140-02-98}} · {{Object location dec\|41.392465\|2.174507\|region:ES-CT_type:landmark_source:cawiki}} · [[Categoria:Natural heritage sites in Spain]]                                                |                                                                                          |
| Ficus elastica                                      | AL 1994   | Ficus elastica                     | 16 m*4,40 m*16 m Nascut cap al 1904                         | Barcelona c. Provença, 283 (escola de la Mercè) Eixample 41° 23′ 48″ N, 2° 09′ 48″ E / 41.396713°N,2.163247°E                                                                                               | MA-080193/0062-02-94 | {{ca\|Ficus elastica (Barcelona)}} · {{WLE-AD-ES\|MA-080193/0062-02-94}} · {{Object location dec\|41.396713\|2.163247\|region:ES-CT_type:landmark_source:cawiki}} · [[Categoria:Ficus del Col·legi de la Mercè]]                                           |                                                                                          |
| Bellaombra                                          | AL 1994   | Phytolacca dioica                  | 12 m*5 i 6 m*22 m Nascut cap al 1914                        | Barcelona pl. Francesc Macià 41° 23′ 33″ N, 2° 08′ 40″ E / 41.392618°N,2.144362°E | MA-080193/0061-02-94 | {{ca\|Bellaombra (Barcelona)}} · {{WLE-AD-ES\|MA-080193/0061-02-94}} · {{Object location dec\|41.392618\|2.144362\|region:ES-CT_type:landmark_source:cawiki}} · [[Categoria:Bellaombra de la plaça de Francesc Macià]]                                     |                                                                                          |
| Roure australià                                     | AL 2011   | Grevillea robusta                  | 18-19 m*2,23 m*7-9 m Nascut cap al                          | Barcelona Jardins dels Drets Humans Sants-Montjuïc 41° 21′ 41″ N, 2° 08′ 12″ E / 41.361273°N,2.136685°E | MA-080193/0153-03-11 | {{ca\|Roure australià (Barcelona)}} · {{WLE-AD-ES\|MA-080193/0153-03-11}} · {{Object location dec\|41.361273\|2.136685\|region:ES-CT_type:landmark_source:cawiki}} · [[Categoria:Natural heritage sites in Spain]]                                         |                                                                                          |
| Palmeres de la carretera de Miramar                 | DL 1996   | Washingtonia robusta               | 10-17 m*0,8-1,6 m*3,5 m Nascut cap al 1926                  | Barcelona ctra. de Miramar Sants-Montjuïc 41° 22′ 05″ N, 2° 10′ 16″ E / 41.368057°N,2.171034°E | MA-080193/0108-03-96 | {{ca\|Palmeres de la carretera de Miramar (Barcelona)}} · {{WLE-AD-ES\|MA-080193/0108-03-96}} · {{Object location dec\|41.368057\|2.171034\|region:ES-CT_type:landmark_source:cawiki}} · [[Categoria:Natural heritage sites in Spain]]                     |                                                                                          |
| Washingtònia                                        | AL 1994   | Washingtonia robusta               | 24-21 m*-*- Nascut cap al 1894                              | Barcelona Jardins de Can Farrero Sants-Montjuïc 41° 21′ 29″ N, 2° 08′ 31″ E / 41.358088°N,2.141948°E | MA-080193/0100-03-94 | {{ca\|Washingtònia (Barcelona)}} · {{WLE-AD-ES\|MA-080193/0100-03-94}} · {{Object location dec\|41.358088\|2.141948\|region:ES-CT_type:landmark_source:cawiki}} · [[Categoria:Natural heritage sites in Spain]]                                            |                                                                                          |
| Lagunària                                           | AL 1993   | Lagunaria patersonii               | 15 m*2,02 m*10 m Nascut cap al 1923                         | Barcelona Jardins del Teatre Grec Sants-Montjuïc 41° 22′ 11″ N, 2° 09′ 34″ E / 41.369802°N,2.159446°E | MA-080193/0010-03-93 | {{ca\|Lagunària (Barcelona)}} · {{WLE-AD-ES\|MA-080193/0010-03-93}} · {{Object location dec\|41.369802\|2.159446\|region:ES-CT_type:landmark_source:cawiki}} · [[Categoria:Lagunària del Teatre Grec]]                                                     |                                                                                          |
| Eritrina                                            | AL 1993   | Erythrina corallodendron           | 15 m*2,6 m*20 m Nascut cap al 1923                          | Barcelona Jardins del Teatre Grec Sants-Montjuïc 41° 22′ 09″ N, 2° 09′ 31″ E / 41.369279°N,2.15861°E | MA-080193/0023-03-93 | {{ca\|Eritrina (Barcelona)}} · {{WLE-AD-ES\|MA-080193/0023-03-93}} · {{Object location dec\|41.369279\|2.15861\|region:ES-CT_type:landmark_source:cawiki}} · [[Categoria:Eritrina del Teatre Grec]]                                                        |                                                                                          |
| Maclura                                             | AL 1998   | Maclura pomifera                   | 8,5 m*1,25 m*10 m Nascut cap al 1948                        | Barcelona c. Marià Montessori (c. Lleida/Sta.Madrona) Sants-Montjuïc 41° 22′ 15″ N, 2° 09′ 20″ E / 41.370704°N,2.155437°E                                                                                   | MA-080193/0136-03-98 | {{ca\|Maclura (Barcelona)}} · {{WLE-AD-ES\|MA-080193/0136-03-98}} · {{Object location dec\|41.370704\|2.155437\|region:ES-CT_type:landmark_source:cawiki}} · [[Categoria:Natural heritage sites in Spain]]                                                 |                                                                                          |
| Ginjoler                                            | AL 1998   | Ziziphus jujuba                    | 9 m*1,42 m*11 m Nascut cap al 1958                          | Barcelona Jardins de Joan Maragall Sants-Montjuïc 41° 22′ 03″ N, 2° 09′ 23″ E / 41.367554°N,2.156413°E | MA-080193/0138-03-98 | {{ca\|Ginjoler (Barcelona)}} · {{WLE-AD-ES\|MA-080193/0138-03-98}} · {{Object location dec\|41.367554\|2.156413\|region:ES-CT_type:landmark_source:cawiki}} · [[Categoria:Ginjoler dels Jardins de Joan Maragall]]                                         |                                                                                          |
| Castanyer bord                                      | AL 1997   | Aesculus hippocastanum             | 15,5 m*1,84 m*11 m Nascut cap al 1937                       | Barcelona c. Guàrdia Urbana / pl. de Carles Buïgas Sants-Montjuïc 41° 22′ 18″ N, 2° 09′ 13″ E / 41.37163°N,2.15372°E                                                                                        | MA-080193/0131-03-97 | {{ca\|Castanyer bord (Barcelona)}} · {{WLE-AD-ES\|MA-080193/0131-03-97}} · {{Object location dec\|41.37163\|2.15372\|region:ES-CT_type:landmark_source:cawiki}} · [[Categoria:Natural heritage sites in Spain]]                                            |                                                                                          |
| Plàtan d'ombra                                      | AL 1994   | Platanus X hispanica               | *1,75 m*- Nascut cap al 1894                                | Barcelona Jardins de Can Farrero Sants-Montjuïc 41° 21′ 30″ N, 2° 08′ 31″ E / 41.358442°N,2.141894°E | MA-080193/0100-03-94 | {{ca\|Plàtan d'ombra (Barcelona)}} · {{WLE-AD-ES\|MA-080193/0100-03-94}} · {{Object location dec\|41.358442\|2.141894\|region:ES-CT_type:landmark_source:cawiki}} · [[Categoria:Natural heritage sites in Spain]]                                          |                                                                                          |
| Bunya Bunya                                         | AL 2011   | Araucaria bidwillii                | 16 m*1,14 m*8 m Nascut cap al                               | Barcelona Jardins del Teatre Grec Sants-Montjuïc 41° 22′ 13″ N, 2° 09′ 33″ E / 41.370378°N,2.159208°E | MA-080193/0154-03-11 | {{ca\|Bunya Bunya (Barcelona)}} · {{WLE-AD-ES\|MA-080193/0154-03-11}} · {{Object location dec\|41.370378\|2.159208\|region:ES-CT_type:landmark_source:cawiki}} · [[Categoria:Bunya Bunya dels Jardins del Teatre Grec]]                                    |                                                                                          |
| Washingtònies de l'avinguda del Marquès de Comillas | AL 1994   | Washingtonia filifera 24 exemplars | 11-17 m*-*3,5 m Nascudes cap al 1909                        | Barcelona av. Marquès de Comillas / c. Dàlia Sants-Montjuïc 41° 22′ 10″ N, 2° 08′ 45″ E / 41.369454°N,2.145826°E                                                                                            | MA-080193/0097-03-94 | {{ca\|Washingtònies de l'avinguda del Marquès de Comillas (Barcelona)}} · {{WLE-AD-ES\|MA-080193/0097-03-94}} · {{Object location dec\|41.369454\|2.145826\|region:ES-CT_type:landmark_source:cawiki}} · [[Categoria:Natural heritage sites in Spain]]     |                                                                                          |
| Ginkgo                                              | AL 1998   | Ginkgo biloba                      | 14 m*1,40 m*12 m Nascut cap al 1958                         | Barcelona Jardins de Mossèn Cinto Verdaguer Sants-Montjuïc 41° 22′ 04″ N, 2° 09′ 51″ E / 41.367751°N,2.164258°E                                                                                             | MA-080193/0139-03-98 | {{ca\|Ginkgo (Barcelona)}} · {{WLE-AD-ES\|MA-080193/0139-03-98}} · {{Object location dec\|41.367751\|2.164258\|region:ES-CT_type:landmark_source:cawiki}} · [[Categoria:Natural heritage sites in Spain]]                                                  |                                                                                          |
| Alvocater                                           | AL 1996   | Persea americana                   | 10 m*1,43 m*10 m Nascut cap al 1946                         | Barcelona pg. de Santa Madrona / c. Lleida Sants-Montjuïc 41° 22′ 14″ N, 2° 09′ 26″ E / 41.370438°N,2.157134°E                                                                                              | MA-080193/0109-03-96 | {{ca\|Alvocater (Barcelona)}} · {{WLE-AD-ES\|MA-080193/0109-03-96}} · {{Object location dec\|41.370438\|2.157134\|region:ES-CT_type:landmark_source:cawiki}} · [[Categoria:Alvocater del Teatre Lliure]]                                                   |                                                                                          |
| Schinus polygamus                                   | AL 1996   | Schinus polygamus                  | 8 m*1,52 m*9 m Nascut cap al 1916                           | Barcelona c. Joaquim Blume / c. Lleida Sants-Montjuïc 41° 22′ 20″ N, 2° 09′ 19″ E / 41.372111°N,2.155339°E                                                                                                  | MA-080193/0110-03-96 | {{ca\|Schinus polygamus (Barcelona)}} · {{WLE-AD-ES\|MA-080193/0110-03-96}} · {{Object location dec\|41.372111\|2.155339\|region:ES-CT_type:landmark_source:cawiki}} · [[Categoria:Natural heritage sites in Spain]]                                       |                                                                                          |
| Freixe                                              | AL 1994   | Fraxinus pensylvanica              | 30 m*3,10 m*22 m Nascut cap al 1924                         | Barcelona Antic Jardí Botànic (av. dels Montanyans s/n) Sants-Montjuïc 41° 22′ 02″ N, 2° 09′ 07″ E / 41.367175°N,2.151856°E                                                                                 | MA-080193/0055-03-94 | {{ca\|Freixe (Barcelona)}} · {{WLE-AD-ES\|MA-080193/0055-03-94}} · {{Object location dec\|41.367175\|2.151856\|region:ES-CT_type:landmark_source:cawiki}} · [[Categoria:Freixe americà del Jardí Botànic Vell]]                                            |                                                                                          |
| Carp                                                | AL 1994   | Carpinus betulus                   | 18 m*1,16 m*11 m Nascut cap al 1924                         | Barcelona Antic Jardí Botànic (av. dels Montanyans s/n) Sants-Montjuïc 41° 22′ 01″ N, 2° 09′ 07″ E / 41.367014°N,2.15199°E                                                                                  | MA-080193/0054-03-94 | {{ca\|Carp (Barcelona)}} · {{WLE-AD-ES\|MA-080193/0054-03-94}} · {{Object location dec\|41.367014\|2.15199\|region:ES-CT_type:landmark_source:cawiki}} · [[Categoria:Càrpinus del Jardí Botànic Vell]]                                                     |                                                                                          |
| Bellaombres de Miramar                              | DL 1993   | Phytolacca dioica                  | 10-14 m*2,40-4 m*11-12,5 m Nascut cap al 1913               | Barcelona Jardins de Miramar Sants-Montjuïc 41° 22′ 15″ N, 2° 10′ 19″ E / 41.370972°N,2.171988°E | MA-080193/0030-03-93 | {{ca\|Bellaombres de Miramar (Barcelona)}} · {{WLE-AD-ES\|MA-080193/0030-03-93}} · {{Object location dec\|41.370972\|2.171988\|region:ES-CT_type:landmark_source:cawiki}} · [[Categoria:Natural heritage sites in Spain]]                                  |                                                                                          |
| Camforer                                            | AL 1993   | Cinnamomum camphora                | 15 m*3,30 m*13 m Nascut cap al 1933                         | Barcelona Antic Jardí Botànic (av. dels Montanyans s/n) Sants-Montjuïc 41° 22′ 02″ N, 2° 09′ 12″ E / 41.367284°N,2.153336°E                                                                                 | MA-080193/0024-03-93 | {{ca\|Camforer (Barcelona)}} · {{WLE-AD-ES\|MA-080193/0024-03-93}} · {{Object location dec\|41.367284\|2.153336\|region:ES-CT_type:landmark_source:cawiki}} · [[Categoria:Canforer de l'Antic Jardí Botànic]]                                              |                                                                                          |
| Brahea armata                                       | AL 1994   | Brahea armata                      | 7,50 m*1,75 m*2 m Nascut cap al 1944                        | Barcelona pl. Pius XII Les Corts 41° 23′ 15″ N, 2° 07′ 20″ E / 41.387414°N,2.122225°E | MA-080193/0067-04-94 | {{ca\|Brahea armata (Barcelona)}} · {{WLE-AD-ES\|MA-080193/0067-04-94}} · {{Object location dec\|41.387414\|2.122225\|region:ES-CT_type:landmark_source:cawiki}} · [[Categoria:Brahea armata de la plaça Pius XII]]                                        |                                                                                          |
| Roures de la Diagonal                               | DL 1996   | Quercus pubescens 13 exemplars     | 12-14 m*1,80 m*10 m Nascut cap al 1916                      | Barcelona av. Diagonal (González Tablas / Manuel Ballbé) Les Corts 41° 23′ 04″ N, 2° 06′ 38″ E / 41.384521°N,2.110566°E                                                                                     | MA-080193/0112-04-96 | {{ca\|Roures de la Diagonal (Barcelona)}} · {{WLE-AD-ES\|MA-080193/0112-04-96}} · {{Object location dec\|41.384521\|2.110566\|region:ES-CT_type:landmark_source:cawiki}} · [[Categoria:Natural heritage sites in Spain]]                                   |                                                                                          |
| Pi pinyer                                           | AL 1994   | Pinus pinea                        | 18-19 m*2,87 m*22-23 m Nascut cap al 1904                   | Barcelona Jardins de la torre Girona (c. Jordi Girona, 31) Les Corts 41° 23′ 21″ N, 2° 06′ 59″ E / 41.389089°N,2.11628°E                                                                                    | MA-080193/0068-04-94 | {{ca\|Pi pinyer (Barcelona)}} · {{WLE-AD-ES\|MA-080193/0068-04-94}} · {{Object location dec\|41.389089\|2.11628\|region:ES-CT_type:landmark_source:cawiki}} · [[Categoria:Natural heritage sites in Spain]]                                                |                                                                                          |
| Arbre ampolla                                       | AL 1994   | Brachychiton populneum             | 18 m*2,28 m*15 m Nascut cap al 1904                         | Barcelona Jardins de Torre Girona (c. Jordi Girona, 31) Les Corts 41° 23′ 20″ N, 2° 06′ 58″ E / 41.388898°N,2.116043°E                                                                                      | MA-080193/0065-04-94 | {{ca\|Brachychiton populneum (Barcelona)}} · {{WLE-AD-ES\|MA-080193/0065-04-94}} · {{Object location dec\|41.388898\|2.116043\|region:ES-CT_type:landmark_source:cawiki}} · [[Categoria:Natural heritage sites in Spain]]                                  |                                                                                          |
| Alzina                                              | AL 1994   | Quercus ilex                       | 14,50 m*2,04 m*8 m Nascut cap al 1904                       | Barcelona Jardins de Bacardí Les Corts 41° 22′ 49″ N, 2° 07′ 33″ E / 41.380174°N,2.125798°E | MA-080193/0063-04-94 | {{ca\|Alzina (Barcelona)}} · {{WLE-AD-ES\|MA-080193/0063-04-94}} · {{Object location dec\|41.380174\|2.125798\|region:ES-CT_type:landmark_source:cawiki}} · [[Categoria:Natural heritage sites in Spain]]                                                  |                                                                                          |
| Cedres de l'Himàlaia del Palau de Pedralbes         | DL 1993   | Cedrus deodara 23 exemplars        | 17 m*3,33 m*18 m Nascuts cap al 1903                        | Barcelona Jardins del Palau Reial de Pedralbes Les Corts 41° 23′ 18″ N, 2° 07′ 04″ E / 41.388227°N,2.117856°E                                                                                               | MA-080193/0045-04-93 | {{ca\|Cedres de l'Himàlaia del Palau de Pedralbes (Barcelona)}} · {{WLE-AD-ES\|MA-080193/0045-04-93}} · {{Object location dec\|41.388227\|2.117856\|region:ES-CT_type:landmark_source:cawiki}} · [[Categoria:Cedres del Palau de Pedralbes]]               |                                                                                          |
| Pi pinyer                                           | AL 1993   | Pinus pinea                        | 21 m*2,61 m*20 m Nascut cap al 1893                         | Barcelona Jardins del Palau de Pedralbes Les Corts 41° 23′ 18″ N, 2° 06′ 58″ E / 41.388244°N,2.116°E | MA-080193/0028-04-93 | {{ca\|Pi pinyer (Barcelona)}} · {{WLE-AD-ES\|MA-080193/0028-04-93}} · {{Object location dec\|41.388244\|2.116\|region:ES-CT_type:landmark_source:cawiki}} · [[Categoria:Pi pinyer del palau de Pedralbes]]                                                 |                                                                                          |
| Pi blanc                                            | AL 1994   | Pinus halepensis                   | 21,5 m*2,90 m*21 m Nascut cap al 1904                       | Barcelona Jardins de Torre Girona (c. Jordi Girona, 31) Les Corts 41° 23′ 20″ N, 2° 06′ 55″ E / 41.388761°N,2.115346°E                                                                                      | MA-080193/0064-04-94 | {{ca\|Pi blanc (Barcelona)}} · {{WLE-AD-ES\|MA-080193/0064-04-94}} · {{Object location dec\|41.388761\|2.115346\|region:ES-CT_type:landmark_source:cawiki}} · [[Categoria:Natural heritage sites in Spain]]                                                |                                                                                          |
| Washingtònies de la Diagonal                        | AL 1993   | Washingtonia filifera              | 14-15-10 m*-*5 m Nascut cap al 1903                         | Barcelona av. Diagonal / pl. Francesc Macià Les Corts 41° 23′ 34″ N, 2° 08′ 37″ E / 41.392856°N,2.143739°E                                                                                                  | MA-080193/0026-04-93 | {{ca\|Washingtònies de la Diagonal (Barcelona)}} · {{WLE-AD-ES\|MA-080193/0026-04-93}} · {{Object location dec\|41.392856\|2.143739\|region:ES-CT_type:landmark_source:cawiki}} · [[Categoria:Natural heritage sites in Spain]]                            |                                                                                          |
| Figuera                                             | AL 1997   | Ficus carica                       | 8 m*2,19 m*11 m Nascut cap al 1897                          | Barcelona av. Diagonal, 684 (Facultat de Dret) Les Corts 41° 23′ 15″ N, 2° 07′ 15″ E / 41.387382°N,2.120761°E                                                                                               | MA-080193/0128-04-97 | {{ca\|Figuera (Barcelona)}} · {{WLE-AD-ES\|MA-080193/0128-04-97}} · {{Object location dec\|41.387382\|2.120761\|region:ES-CT_type:landmark_source:cawiki}} · [[Categoria:Figuera de la facultat de Dret]]                                                  |                                                                                          |
| Pinus roxburghii                                    | AL 1993   | Pinus roxburghii                   | 12,5 m*1,79 m*8,50 m Nascut cap al 1963                     | Barcelona av. Diagonal / Numància Les Corts 41° 23′ 23″ N, 2° 07′ 54″ E / 41.389725°N,2.13153°E | MA-080193/0042-04-93 | {{ca\|Pinus roxburghii (Barcelona)}} · {{WLE-AD-ES\|MA-080193/0042-04-93}} · {{Object location dec\|41.389725\|2.13153\|region:ES-CT_type:landmark_source:cawiki}} · [[Categoria:Pinus roxburghii de la Diagonal]]                                         |                                                                                          |
| Pi pinyer                                           | AL 1993   | Pinus pinea                        | 16 m*2,53 m*14 m Nascut cap al 1893                         | Barcelona Travessera de les Corts, 247 Les Corts 41° 23′ 10″ N, 2° 08′ 02″ E / 41.386137°N,2.133957°E | MA-080193/0001-04-93 | {{ca\|Pi pinyer (Barcelona)}} · {{WLE-AD-ES\|MA-080193/0001-04-93}} · {{Object location dec\|41.386137\|2.133957\|region:ES-CT_type:landmark_source:cawiki}} · [[Categoria:Pi de la Travessera de les Corts]]                                              |                                                                                          |
| Pi pinyer                                           | AL 1996   | Pinus pinea                        | 16 m*1,60 m*10 m Nascut cap al 1896                         | Barcelona c. Bosch i Gimpera /c. Cardenal Vives i Tutó Les Corts 41° 23′ 37″ N, 2° 07′ 06″ E / 41.393709°N,2.118462°E                                                                                       | MA-080193/0111-04-96 | {{ca\|Pi pinyer (Barcelona)}} · {{WLE-AD-ES\|MA-080193/0111-04-96}} · {{Object location dec\|41.393709\|2.118462\|region:ES-CT_type:landmark_source:cawiki}} · [[Categoria:Pi pinyer del carrer Bosch i Gimpera]]                                          |                                                                                          |
| Nolina                                              | AL 1993   | Nolina beldingii                   | 3,50 m*-*4,50 m Nascut cap al 1893                          | Barcelona c. Bisbe Català / Baixada del Monestir Les Corts 41° 23′ 43″ N, 2° 06′ 48″ E / 41.395409°N,2.113428°E                                                                                             | MA-080193/0007-04-93 | {{ca\|Nolina (Barcelona)}} · {{WLE-AD-ES\|MA-080193/0007-04-93}} · {{Object location dec\|41.395409\|2.113428\|region:ES-CT_type:landmark_source:cawiki}} · [[Categoria:Nolines de la Creu de Pedralbes]]                                                  |                                                                                          |
| Alvocater                                           | AL 2003   | Persea americana                   | 15 m*0,75-0,75 m*8 m Nascut cap al 1945                     | Barcelona c. Can Bruixa, 4 (pl. Can Bruixa) Les Corts 41° 23′ 01″ N, 2° 07′ 51″ E / 41.383639°N,2.130806°E                                                                                                  | MA-080193/0146-04-03 | {{ca\|Alvocater (Barcelona)}} · {{WLE-AD-ES\|MA-080193/0146-04-03}} · {{Object location dec\|41.383639\|2.130806\|region:ES-CT_type:landmark_source:cawiki}} · [[Categoria:Alvocater de la plaça de Can Bruixa]]                                           |                                                                                          |
| Tuia articulada                                     | AL 1993   | Tetraclinis articulata             | 10 m*-*6 m Nascut cap al 1923                               | Barcelona Jardins del Palau Reial de Pedralbes Les Corts 41° 23′ 13″ N, 2° 07′ 06″ E / 41.386967°N,2.118301°E                                                                                               | MA-080193/0047-04-93 | {{ca\|Tuia articulada (Barcelona)}} · {{WLE-AD-ES\|MA-080193/0047-04-93}} · {{Object location dec\|41.386967\|2.118301\|region:ES-CT_type:landmark_source:cawiki}} · [[Categoria:Xiprer del Palau de Pedralbes]]                                           |                                                                                          |
| Pi blanc                                            | AL 2014   | Pinus halepensis                   | 19/20 m*-*14/15m                                            | Barcelona Parc de Joan Reventós Sarrià-Sant Gervasi 41° 24′ 12″ N, 2° 06′ 58″ E / 41.403411°N,2.116203°E | MA-080193/0162-05-13 | {{ca\|Pi blanc (Barcelona)}} · {{WLE-AD-ES\|MA-080193/0162-05-13}} · {{Object location dec\|41.403411\|2.116203\|region:ES-CT_type:landmark_source:cawiki}} · [[Categoria:Natural heritage sites in Spain]]                                                |                                                                                          |
| Tipuana                                             | AL 2014   | Tipuana tipu                       | 12/14 m*-*9/11m Edat en estudi                              | Barcelona Passatge de Maluquer Sarrià-Sant Gervasi 41° 24′ 32″ N, 2° 08′ 12″ E / 41.408983°N,2.136794°E | MA-080193/0163-05-13 | {{ca\|Tipuana (Barcelona)}} · {{WLE-AD-ES\|MA-080193/0163-05-13}} · {{Object location dec\|41.408983\|2.136794\|region:ES-CT_type:landmark_source:cawiki}} · [[Categoria:Natural heritage sites in Spain]]                                                 |                                                                                          |
| Roure cerrioide                                     | AL 2014   | Quercus cerrioides                 | 15/20 m*-*20 m Nascut fa uns 200 anys                       | Barcelona Font de les Planes - Costat sud carretera de Vallvidrera - C/Tres Pins Sarrià-Sant Gervasi 41° 25′ 44″ N, 2° 05′ 23″ E / 41.428775°N,2.089675°E                                                   | MA-080193/0156-05-12 | {{ca\|Roure cerrioide (Barcelona)}} · {{WLE-AD-ES\|MA-080193/0156-05-12}} · {{Object location dec\|41.428775\|2.089675\|region:ES-CT_type:landmark_source:cawiki}} · [[Categoria:Natural heritage sites in Spain]]                                         |                                                                                          |
| Ginjoler                                            | AL 2007   | Ziziphus jujuba                    | 12 m*1,87 m*10 m Nascut cap al 1857                         | Barcelona Arimon, 7 Sarrià-Sant Gervasi 41° 24′ 17″ N, 2° 08′ 14″ E / 41.404726°N,2.137265°E | MA-080193/0148-05-07 | {{ca\|Ginjoler (Barcelona)}} · {{WLE-AD-ES\|MA-080193/0148-05-07}} · {{Object location dec\|41.404726\|2.137265\|region:ES-CT_type:landmark_source:cawiki}} · [[Categoria:Ginjoler del carrer Arimon]]                                                     |                                                                                          |
| Siris blanc                                         | AL 2010   | Albizia procera                    | 10-12 m*1,45-1,38-0,89 m*7,12 m Nascut cap al               | Barcelona Plaça Molina Sarrià-Sant Gervasi 41° 24′ 04″ N, 2° 08′ 50″ E / 41.401006°N,2.147084°E | MA-080193/0151-05-10 | {{ca\|Siris blanc (Barcelona)}} · {{WLE-AD-ES\|MA-080193/0151-05-10}} · {{Object location dec\|41.401006\|2.147084\|region:ES-CT_type:landmark_source:cawiki}} · [[Categoria:Siris blancs de la Plaça Molina]]                                             |                                                                                          |
| Cedre de l'Himàlaia                                 | AL 1994   | Cedrus deodara                     | 20 m*-*11 m Nascut cap al 1904                              | Barcelona pg. de Sant Gervasi, 5 (Torre Castanyer) Sarrià-Sant Gervasi 41° 24′ 29″ N, 2° 08′ 03″ E / 41.408142°N,2.134191°E                                                                                 | MA-080193/0069-05-94 | {{ca\|Cedre de l'Himàlaia (Barcelona)}} · {{WLE-AD-ES\|MA-080193/0069-05-94}} · {{Object location dec\|41.408142\|2.134191\|region:ES-CT_type:landmark_source:cawiki}} · [[Categoria:Natural heritage sites in Spain]]                                     |                                                                                          |
| Alzina                                              | AL 1998   | Quercus ilex                       | 13 m*1,85 m*8 m Nascut cap al 1938                          | Barcelona c. Baladre, 8 Sarrià-Sant Gervasi 41° 25′ 36″ N, 2° 05′ 35″ E / 41.426754°N,2.093046°E | MA-080193/0137-05-98 | {{ca\|Alzina (Barcelona)}} · {{WLE-AD-ES\|MA-080193/0137-05-98}} · {{Object location dec\|41.426754\|2.093046\|region:ES-CT_type:landmark_source:cawiki}} · [[Categoria:Natural heritage sites in Spain]]                                                  |                                                                                          |
| Garrofer                                            | AL 2003   | Ceratonia siliqua                  | 12 m*2,32 m*15 m Nascut cap al 1900                         | Barcelona Turó Park Sarrià-Sant Gervasi 41° 23′ 39″ N, 2° 08′ 25″ E / 41.394188°N,2.140306°E | MA-080193/0145-05-03 | {{ca\|Garrofer (Barcelona)}} · {{WLE-AD-ES\|MA-080193/0145-05-03}} · {{Object location dec\|41.394188\|2.140306\|region:ES-CT_type:landmark_source:cawiki}} · [[Categoria:Garrofer del Turó Parc]]                                                         |                                                                                          |
| Pi canari                                           | AL 1994   | Pinus canariensis 2 exemplars      | 23,7 m*1,62 m*- Nascuts cap al 1934                         | Barcelona c. Ganduxer, 85 (Escola de les Teresianes) Sarrià-Sant Gervasi 41° 23′ 58″ N, 2° 08′ 00″ E / 41.399467°N,2.133391°E                                                                               | MA-080193/0072-05-94 | {{ca\|Pi canari (Barcelona)}} · {{WLE-AD-ES\|MA-080193/0072-05-94}} · {{Object location dec\|41.399467\|2.133391\|region:ES-CT_type:landmark_source:cawiki}} · [[Categoria:Pins canaris de les Teresianes]]                                                |                                                                                          |
| Cocculus laurifolius                                | AL 1998   | Cocculus laurifolius               | 12 m*0,9 m*23 m Nascut cap al 1918                          | Barcelona c. Buïgas, 23 (clínica Corachan) Sarrià-Sant Gervasi 41° 23′ 37″ N, 2° 07′ 49″ E / 41.393487°N,2.130371°E                                                                                         | MA-080193/0134-05-98 | {{ca\|Cocculus laurifolius (Barcelona)}} · {{WLE-AD-ES\|MA-080193/0134-05-98}} · {{Object location dec\|41.393487\|2.130371\|region:ES-CT_type:landmark_source:cawiki}} · [[Categoria:Còcul de la clínica Corachan]]                                       |                                                                                          |
| Grevillea robusta                                   | AL 1994   | Grevillea robusta                  | 15,5 m*1,16 m*- Nascut cap al 1914                          | Barcelona Via Augusta / c. Ganduxer Sarrià-Sant Gervasi 41° 23′ 52″ N, 2° 08′ 06″ E / 41.397866°N,2.134936°E                                                                                                | MA-080193/0076-05-94 | {{ca\|Grevillea robusta (Barcelona)}} · {{WLE-AD-ES\|MA-080193/0076-05-94}} · {{Object location dec\|41.397866\|2.134936\|region:ES-CT_type:landmark_source:cawiki}} · [[Categoria:Grevillea de la Via Augusta]]                                           |                                                                                          |
| Roure                                               | AL 1997   | Quercus robur                      | 23 m*2,15 m*18 m Nascut cap al 1907                         | Barcelona Parc de la Tamarita Sarrià-Sant Gervasi 41° 24′ 38″ N, 2° 08′ 07″ E / 41.410691°N,2.13517°E | MA-080193/0133-05-97 | {{ca\|Roure (Barcelona)}} · {{WLE-AD-ES\|MA-080193/0133-05-97}} · {{Object location dec\|41.410691\|2.13517\|region:ES-CT_type:landmark_source:cawiki}} · [[Categoria:Roure dels Jardins de la Tamarita]]                                                  |                                                                                          |
| Xicranda                                            | AL 1994   | Jacaranda mimosifolia              | 16 m*1,72 m*- Nascut cap al 1904                            | Barcelona c. Alfons XII, 43 Sarrià-Sant Gervasi 41° 23′ 58″ N, 2° 08′ 55″ E / 41.399443°N,2.148492°E | MA-080193/0070-05-94 | {{ca\|Xicranda (Barcelona)}} · {{WLE-AD-ES\|MA-080193/0070-05-94}} · {{Object location dec\|41.399443\|2.148492\|region:ES-CT_type:landmark_source:cawiki}} · [[Categoria:Xicranda del carrer Alfons XII]]                                                 |                                                                                          |
| Lledoner                                            | AL 1994   | Celtis australis                   | 16 m*2,05 m*12 m Nascut cap al 1909                         | Barcelona c. Benet i Mateu, 24 - Passeig Manuel Girona Sarrià-Sant Gervasi 41° 23′ 31″ N, 2° 07′ 38″ E / 41.392079°N,2.127209°E                                                                             | MA-080193/0071-05-94 | {{ca\|Lledoner (Barcelona)}} · {{WLE-AD-ES\|MA-080193/0071-05-94}} · {{Object location dec\|41.392079\|2.127209\|region:ES-CT_type:landmark_source:cawiki}} · [[Categoria:Lledoner del passeig de Manuel Girona]]                                          |                                                                                          |
| Pebrer bord                                         | AL 1993   | Schinus molle                      | 9 m*2,40 m*7 m Nascut cap al 1923                           | Barcelona Jardins de la Vil·la Amèlia Sarrià-Sant Gervasi 41° 23′ 32″ N, 2° 07′ 19″ E / 41.392176°N,2.121971°E                                                                                              | MA-080193/0035-05-93 | {{ca\|Pebrer bord (Barcelona)}} · {{WLE-AD-ES\|MA-080193/0035-05-93}} · {{Object location dec\|41.392176\|2.121971\|region:ES-CT_type:landmark_source:cawiki}} · [[Categoria:Pebrer bord dels jardins de la Vil·la Amèlia]]                                |                                                                                          |
| Garrofer                                            | AL 1996   | Ceratonia siliqua                  | 8 m*3 m*6 m Nascut cap al 1896                              | Barcelona pl. Doctor Castelló Sarrià-Sant Gervasi 41° 23′ 32″ N, 2° 08′ 07″ E / 41.392095°N,2.135371°E | MA-080193/0113-05-96 | {{ca\|Garrofer (Barcelona)}} · {{WLE-AD-ES\|MA-080193/0113-05-96}} · {{Object location dec\|41.392095\|2.135371\|region:ES-CT_type:landmark_source:cawiki}} · [[Categoria:Garrofer de la Plaça del Doctor Castelló]]                                       |                                                                                          |
| Roure cerrioide                                     | AL 2014   | Quercus cerrioides                 | 15 m*-*15 m Nascut fa uns 200 anys                          | Barcelona Vora la pista esportiva del berenador de les Planes Sarrià-Sant Gervasi 41° 25′ 44″ N, 2° 05′ 23″ E / 41.428775°N,2.089675°E                                                                      | MA-080193/0158-05-12 | {{ca\|Roure cerrioide (Barcelona)}} · {{WLE-AD-ES\|MA-080193/0158-05-12}} · {{Object location dec\|41.428775\|2.089675\|region:ES-CT_type:landmark_source:cawiki}} · [[Categoria:Natural heritage sites in Spain]]                                         |                                                                                          |
| Quercus ilex                                        | AL 2014   | Quercus ilex                       | 10 m*-*15 m Nascut fa uns 100 anys                          | Barcelona Les Planes Sarrià-Sant Gervasi 41° 24′ 51″ N, 2° 06′ 16″ E / 41.414162°N,2.104409°E | MA-080193/0157-05-12 | {{ca\|Quercus ilex (Barcelona)}} · {{WLE-AD-ES\|MA-080193/0157-05-12}} · {{Object location dec\|41.414162\|2.104409\|region:ES-CT_type:landmark_source:cawiki}} · [[Categoria:Natural heritage sites in Spain]]                                            |                                                                                          |
| Pi blanc                                            | AL 2014   | Pinus halepensis                   | 19 m*-*12 Nascut cap al pendent d'estudi                    | Barcelona Recinte interior de Can Ponsich (seu de la Unitat Territorial de la Guàrdia Urbana del districte de Sarrià-Sant Gervasi) Sarrià-Sant Gervasi 41° 23′ 45″ N, 2° 07′ 08″ E / 41.395837°N,2.118967°E | MA-080193/0155-05-12 | {{ca\|Pi blanc (Barcelona)}} · {{WLE-AD-ES\|MA-080193/0155-05-12}} · {{Object location dec\|41.395837\|2.118967\|region:ES-CT_type:landmark_source:cawiki}} · [[Categoria:Natural heritage sites in Spain]]                                                |                                                                                          |
| Pi pinyer                                           | AL 2010   | Pinus pinea                        | 13 m*2,23 m*11 m Nascut cap al                              | Barcelona C/Cardenal Sentmenat amb C/Jaume Piquet Sarrià-Sant Gervasi 41° 23′ 55″ N, 2° 07′ 30″ E / 41.398602°N,2.124889°E                                                                                  | MA-080193/0149-05-10 | {{ca\|Pi pinyer (Barcelona)}} · {{WLE-AD-ES\|MA-080193/0149-05-10}} · {{Object location dec\|41.398602\|2.124889\|region:ES-CT_type:landmark_source:cawiki}} · [[Categoria:Natural heritage sites in Spain]]                                               |                                                                                          |
| Palmeres del Jardins de la Vil·la Amèlia            | DL 1994   | Phoenix canariensis 15 exemplars   | 17 m*1,55 m*6 m Nascudes cap al 1894                        | Barcelona Jardins de la Vil·la Amèlia Sarrià-Sant Gervasi 41° 23′ 33″ N, 2° 07′ 21″ E / 41.392586°N,2.122443°E                                                                                              | MA-080193/0098-05-94 | {{ca\|Palmeres del Jardins de la Vil·la Amèlia (Barcelona)}} · {{WLE-AD-ES\|MA-080193/0098-05-94}} · {{Object location dec\|41.392586\|2.122443\|region:ES-CT_type:landmark_source:cawiki}} · [[Categoria:Palmeres dels Jardins de la Vil·la Amèlia]]      |                                                                                          |
| Alzina                                              | AL 1996   | Quercus ilex                       | 25 m*2,80 m*21 m Nascut cap al 1876                         | Barcelona Jardins de Can Sentmenat Sarrià-Sant Gervasi 41° 24′ 11″ N, 2° 06′ 49″ E / 41.403101°N,2.113693°E                                                                                                 | MA-080193/0114-05-96 | {{ca\|Alzina (Barcelona)}} · {{WLE-AD-ES\|MA-080193/0114-05-96}} · {{Object location dec\|41.403101\|2.113693\|region:ES-CT_type:landmark_source:cawiki}} · [[Categoria:Alzina de Can Sentmenat]]                                                          |                                                                                          |
| Surera                                              | AL 1993   | Quercus suber                      | 8 m*1,78 m*11 m Nascut cap al 1923                          | Barcelona Parc de Monterols Sarrià-Sant Gervasi 41° 24′ 09″ N, 2° 08′ 28″ E / 41.402616°N,2.141245°E | MA-080193/0044-05-93 | {{ca\|Surera (Barcelona)}} · {{WLE-AD-ES\|MA-080193/0044-05-93}} · {{Object location dec\|41.402616\|2.141245\|region:ES-CT_type:landmark_source:cawiki}} · [[Categoria:Surera del parc de Monteroles]]                                                    |                                                                                          |
| Magnòlia                                            | AL 1996   | Magnolia grandiflora               | 12 m*3 m*14 m Nascut cap al                                 | Barcelona pg. de la Bonanova, 8 (Col·legi La Salle Bonanova) Sarrià-Sant Gervasi 41° 24′ 24″ N, 2° 07′ 52″ E / 41.406678°N,2.131122°E                                                                       | MA-080193/0116-05-96 | {{ca\|Magnòlia (Barcelona)}} · {{WLE-AD-ES\|MA-080193/0116-05-96}} · {{Object location dec\|41.406678\|2.131122\|region:ES-CT_type:landmark_source:cawiki}} · [[Categoria:Natural heritage sites in Spain]]                                                |                                                                                          |
| Llentiscles del c. Sant Pere Claver                 | DL 1994   | Pistacia lentiscus 6 exemplars     | 7 m*-*7 m Nascuts cap al 1894                               | Barcelona c. de Sant Pere Claver, 15 Sarrià-Sant Gervasi 41° 24′ 23″ N, 2° 07′ 01″ E / 41.406438°N,2.117078°E                                                                                               | MA-080193/0099-05-94 | {{ca\|Llentiscles del c. Sant Pere Claver (Barcelona)}} · {{WLE-AD-ES\|MA-080193/0099-05-94}} · {{Object location dec\|41.406438\|2.117078\|region:ES-CT_type:landmark_source:cawiki}} · [[Categoria:Llentiscles del carrer Sant Pere Claver]]             |                                                                                          |
| Eucaliptus                                          | AL 1997   | Eucalyptus globulus                | 21 m*5,50 m*18 m Nascut cap al 1847                         | Barcelona Parc del Castell de l'Oreneta Sarrià-Sant Gervasi 41° 23′ 52″ N, 2° 06′ 41″ E / 41.397755°N,2.111301°E                                                                                            | MA-080193/0124-05-97 | {{ca\|Eucaliptus (Barcelona)}} · {{WLE-AD-ES\|MA-080193/0124-05-97}} · {{Object location dec\|41.397755\|2.111301\|region:ES-CT_type:landmark_source:cawiki}} · [[Categoria:Eucaliptus del Parc de l'Oreneta]]                                             |                                                                                          |
| Cirerer de Santa Llúcia                             | AL 1996   | Prunus mahaleb                     | 9 m*0,87-0,94 m*7 m Nascut cap al 1966                      | Barcelona Parc del Castell de l'Oreneta Sarrià-Sant Gervasi 41° 23′ 54″ N, 2° 06′ 33″ E / 41.398417°N,2.109225°E                                                                                            | MA-080193/0115-05-96 | {{ca\|Cirerer de Santa Llúcia (Barcelona)}} · {{WLE-AD-ES\|MA-080193/0115-05-96}} · {{Object location dec\|41.398417\|2.109225\|region:ES-CT_type:landmark_source:cawiki}} · [[Categoria:Cirerer de santa Llúcia del parc de l'Oreneta]]                   |                                                                                          |
| Plàtan d'ombra                                      | AL 2003   | Platanus X hispanica               | 22 m*2,80 m*- Nascut cap al 1920                            | Barcelona Jardins de la Vil·la Amèlia Sarrià-Sant Gervasi 41° 23′ 34″ N, 2° 07′ 22″ E / 41.392654°N,2.122842°E                                                                                              | MA-080193/0142-05-03 | {{ca\|Plàtan d'ombra (Barcelona)}} · {{WLE-AD-ES\|MA-080193/0142-05-03}} · {{Object location dec\|41.392654\|2.122842\|region:ES-CT_type:landmark_source:cawiki}} · [[Categoria:Plàtan dels Jardins de la Vil·la Amèlia]]                                  |                                                                                          |
| Tell argentat                                       | AL 1994   | Tilia tomentosa                    | 20 m*2,30 m*12 m Nascut cap al 1899                         | Barcelona pg. Bonanova, 92 Sarrià-Sant Gervasi 41° 24′ 05″ N, 2° 07′ 25″ E / 41.401507°N,2.123736°E | MA-080193/0073-05-94 | {{ca\|Tell argentat (Barcelona)}} · {{WLE-AD-ES\|MA-080193/0073-05-94}} · {{Object location dec\|41.401507\|2.123736\|region:ES-CT_type:landmark_source:cawiki}} · [[Categoria:Tell argentat del passeig de la Bonanova]]                                  |                                                                                          |
| Eucaliptus                                          | AL 1994   | Eucalyptus globulus                | 18 m*4,95 m*14 m Nascut cap al 1904                         | Barcelona Jardins de la Vil·la Amèlia Sarrià-Sant Gervasi 41° 23′ 35″ N, 2° 07′ 22″ E / 41.392936°N,2.122684°E                                                                                              | MA-080193/0094-05-94 | {{ca\|Eucaliptus (Barcelona)}} · {{WLE-AD-ES\|MA-080193/0094-05-94}} · {{Object location dec\|41.392936\|2.122684\|region:ES-CT_type:landmark_source:cawiki}} · [[Categoria:Eucaliptus dels jardins de Vil·la Amèlia]]                                     |                                                                                          |
| Roure                                               | AL 1993   | Quercus cerrioides                 | 18 m*3,45 m*24 m Nascut cap al 1893                         | Barcelona Parc de la Font del Racó Sarrià-Sant Gervasi 41° 24′ 57″ N, 2° 07′ 49″ E / 41.415718°N,2.130379°E                                                                                                 | MA-080193/0025-05-93 | {{ca\|Roure (Barcelona)}} · {{WLE-AD-ES\|MA-080193/0025-05-93}} · {{Object location dec\|41.415718\|2.130379\|region:ES-CT_type:landmark_source:cawiki}} · [[Categoria:Roure del Parc de la Font del Racó]]                                                |                                                                                          |
| Cocculus laurifolius                                | AL 1994   | Cocculus laurifolius               | 9,80 m*1,30 m*12,5 m Nascut cap al 1904                     | Barcelona c. Alfons XII, 79 Sarrià-Sant Gervasi 41° 24′ 02″ N, 2° 08′ 49″ E / 41.400485°N,2.14691°E | MA-080193/0077-05-94 | {{ca\|Cocculus laurifolius (Barcelona)}} · {{WLE-AD-ES\|MA-080193/0077-05-94}} · {{Object location dec\|41.400485\|2.14691\|region:ES-CT_type:landmark_source:cawiki}} · [[Categoria:Natural heritage sites in Spain]]                                     |                                                                                          |
| Llentiscle                                          | AL 2014   | Pistacia lentiscus                 | 3/4 m*-*7/8 m                                               | Barcelona Accessos a l'Hort de l'Avi des del carrer Farigola Gràcia | MA-080193/0160-06-13 | {{ca\|Llentiscle (Barcelona)}} · {{WLE-AD-ES\|MA-080193/0160-06-13}} · {{Object location dec\| | region:ES-CT_type:landmark_source:cawiki}} [[Categoria:Natural heritage sites in Spain]] |
| Palmera de Canàries                                 | AL 1993   | Phoenix canariensis                | 17 m*-*- Nascut cap al 1893                                 | Barcelona Jardins Mestre Balcells Gràcia 41° 24′ 28″ N, 2° 09′ 14″ E / 41.407794°N,2.153961°E | MA-080193/0019-06-93 | {{ca\|Palmera de Canàries (Barcelona)}} · {{WLE-AD-ES\|MA-080193/0019-06-93}} · {{Object location dec\|41.407794\|2.153961\|region:ES-CT_type:landmark_source:cawiki}} · [[Categoria:Palmeres dels jardins del Mestre Balcells]]                           |                                                                                          |
| Tipuana                                             | AL 1993   | Tipuana tipu                       | 9 m*0,78 m*10 m Nascut cap al 1953                          | Barcelona pl. del Nord Gràcia 41° 24′ 26″ N, 2° 09′ 20″ E / 41.407197°N,2.155595°E | MA-080193/0049-06-93 | {{ca\|Tipuana (Barcelona)}} · {{WLE-AD-ES\|MA-080193/0049-06-93}} · {{Object location dec\|41.407197\|2.155595\|region:ES-CT_type:landmark_source:cawiki}} · [[Categoria:Tipuanes de la plaça del Nord]]                                                   |                                                                                          |
| Garrofer del Viaducte del Parc Güell                | AL 1993   | Ceratonia siliqua                  | 8 m*2,20 m*7 m Nascut cap al 1893                           | Barcelona Park Güell (viaductes) Gràcia 41° 24′ 54″ N, 2° 09′ 13″ E / 41.415094°N,2.15369°E | MA-080193/0036-06-93 | {{ca\|Garrofer (Barcelona)}} · {{WLE-AD-ES\|MA-080193/0036-06-93}} · {{Object location dec\|41.415094\|2.15369\|region:ES-CT_type:landmark_source:cawiki}} · [[Categoria:Natural heritage sites in Spain]]                                                 |                                                                                          |
| Ullastre                                            | AL 1996   | Olea europaea "Sylvestris"         | 14 m*1,6 m*13 m Nascut cap al 1771                          | Barcelona Park Güell Gràcia 41° 24′ 54″ N, 2° 09′ 18″ E / 41.414909°N,2.154914°E | MA-080193/0117-06-96 | {{ca\|Ullastre (Barcelona)}} · {{WLE-AD-ES\|MA-080193/0117-06-96}} · {{Object location dec\|41.414909\|2.154914\|region:ES-CT_type:landmark_source:cawiki}} · [[Categoria:Ullastre del Parc Güell]]                                                        |                                                                                          |
| Xicranda                                            | AL 1993   | Jacaranda mimosifolia              | 8 m*1,10 m*8 m Nascut cap al 1953                           | Barcelona pl. del Nord Gràcia 41° 24′ 26″ N, 2° 09′ 20″ E / 41.407197°N,2.155594°E | MA-080193/0049-06-93 | {{ca\|Xicranda (Barcelona)}} · {{WLE-AD-ES\|MA-080193/0049-06-93}} · {{Object location dec\|41.407197\|2.155594\|region:ES-CT_type:landmark_source:cawiki}} · [[Categoria:Xicrandes de la plaça del Nord]]                                                 |                                                                                          |
| Pi blanc                                            | AL 2003   | Pinus halepensis                   | 21 m*1,99 m*9 m Nascut cap al 1940                          | Barcelona c. Sant Camil, 32 Gràcia 41° 24′ 49″ N, 2° 08′ 48″ E / 41.413686°N,2.146682°E | MA-080193/0141-06-03 | {{ca\|Pi blanc (Barcelona)}} · {{WLE-AD-ES\|MA-080193/0141-06-03}} · {{Object location dec\|41.413686\|2.146682\|region:ES-CT_type:landmark_source:cawiki}} · [[Categoria:Natural heritage sites in Spain]]                                                |                                                                                          |
| Washingtònia                                        | AL 1993   | Washingtonia robusta               | 17 m*-*2,50 m Nascut cap al 1913                            | Barcelona pl. Lesseps Gràcia 41° 24′ 27″ N, 2° 09′ 02″ E / 41.407406°N,2.150601°E | MA-080193/0022-06-93 | {{ca\|Washingtònia (Barcelona)}} · {{WLE-AD-ES\|MA-080193/0022-06-93}} · {{Object location dec\|41.407406\|2.150601\|region:ES-CT_type:landmark_source:cawiki}} · [[Categoria:Natural heritage sites in Spain]]                                            |                                                                                          |
| Washingtònia de Califòrnia                          | AL 2006   | Washingtonia filifera              | 17 m*-*2,50 m Nascut cap al 1881                            | Barcelona av. República Argentina 16-18-26 (Antiga Masia Can Sert) Gràcia 41° 24′ 29″ N, 2° 08′ 55″ E / 41.408046°N,2.148522°E                                                                              | MA-080193/0147-06-06 | {{ca\|Washingtònia de Califòrnia (Barcelona)}} · {{WLE-AD-ES\|MA-080193/0147-06-06}} · {{Object location dec\|41.408046\|2.148522\|region:ES-CT_type:landmark_source:cawiki}} · [[Categoria:Natural heritage sites in Spain]]                              |                                                                                          |
| Freixe                                              | AL 1993   | Fraxinus berlandierana             | 14 m*1 m*6 m Nascut cap al 1933                             | Barcelona pl. Gal·la Placídia Gràcia 41° 23′ 57″ N, 2° 09′ 11″ E / 41.399254°N,2.152918°E | MA-080193/0009-06-93 | {{ca\|Freixe (Barcelona)}} · {{WLE-AD-ES\|MA-080193/0009-06-93}} · {{Object location dec\|41.399254\|2.152918\|region:ES-CT_type:landmark_source:cawiki}} · [[Categoria:Freixe americà de la Plaça Gal·la Placídia]]                                       |                                                                                          |
| Roure                                               | AL 1994   | Quercus pubescens                  | 13 m*2,46 m*16 m Nascut cap al 1904                         | Barcelona c. Gomis, 102-104 Gràcia 41° 24′ 54″ N, 2° 08′ 23″ E / 41.414885°N,2.139598°E | MA-080193/0078-06-94 | {{ca\|Roure (Barcelona)}} · {{WLE-AD-ES\|MA-080193/0078-06-94}} · {{Object location dec\|41.414885\|2.139598\|region:ES-CT_type:landmark_source:cawiki}} · [[Categoria:Natural heritage sites in Spain]]                                                   |                                                                                          |
| Arbres de l'amor de la plaça Joanic                 | DL 1996   | Cercis siliquastrum 3 exemplars    | 9- 9- 10 m*1,65- 1,25- 1,45 m*6- 9- 10 m Nascut cap al 1956 | Barcelona pl. Joanic Gràcia 41° 24′ 20″ N, 2° 09′ 44″ E / 41.405632°N,2.162268°E | MA-080193/0118-06-96 | {{ca\|Arbres de l'amor de la plaça Joanic (Barcelona)}} · {{WLE-AD-ES\|MA-080193/0118-06-96}} · {{Object location dec\|41.405632\|2.162268\|region:ES-CT_type:landmark_source:cawiki}} · [[Categoria:Arbre de l'amor de la plaça Joanic]]                  |                                                                                          |
| Garrofer                                            | AL 1997   | Ceratonia siliqua                  | 6,5 m*4 m*6 m Nascut cap al 1907                            | Barcelona Park Güell Gràcia 41° 24′ 51″ N, 2° 09′ 10″ E / 41.414177°N,2.152902°E | MA-080193/0132-06-97 | {{ca\|Garrofer (Barcelona)}} · {{WLE-AD-ES\|MA-080193/0132-06-97}} · {{Object location dec\|41.414177\|2.152902\|region:ES-CT_type:landmark_source:cawiki}} · [[Categoria:Natural heritage sites in Spain]]                                                |                                                                                          |
| Palmera de Canàries                                 | AL 2014   | Phoenix canariensis                | 13 i 15 m*-*4 i 5 m Nascut cap al en estudi                 | Barcelona Carrer de Cartagena amb Sant Antoni Maria Claret (davant de l'accés principal de l'Hospital de Sant Pau) Horta-Guinardó 41° 24′ 40″ N, 2° 10′ 28″ E / 41.41121°N,2.174398°E                       | MA-080193/0161-07-13 | {{ca\|Palmera de Canàries (Barcelona)}} · {{WLE-AD-ES\|MA-080193/0161-07-13}} · {{Object location dec\|41.41121\|2.174398\|region:ES-CT_type:landmark_source:cawiki}} · [[Categoria:Palmeres de l'Hospital de Sant Pau]]                                   |                                                                                          |
| Cedre de l'Himalaia                                 | AL 2003   | Cedrus deodara                     | 20 m*3 m*22 m Nascut cap al 1910                            | Barcelona Parc del Laberint Horta-Guinardó 41° 26′ 23″ N, 2° 08′ 50″ E / 41.439694°N,2.1472°E | MA-080193/0143-07-03 | {{ca\|Cedre de l'Himalaia (Barcelona)}} · {{WLE-AD-ES\|MA-080193/0143-07-03}} · {{Object location dec\|41.439694\|2.1472\|region:ES-CT_type:landmark_source:cawiki}} · [[Categoria:Natural heritage sites in Spain]]                                       |                                                                                          |
| Figuera                                             | AL 1996   | Ficus carica                       | 7 m*2,10 m*8 m Nascut cap al 1896                           | Barcelona Parc de les Aigües del Guinardó Horta-Guinardó 41° 24′ 48″ N, 2° 09′ 55″ E / 41.413379°N,2.165304°E                                                                                               | MA-080193/0119-07-96 | {{ca\|Figuera (Barcelona)}} · {{WLE-AD-ES\|MA-080193/0119-07-96}} · {{Object location dec\|41.413379\|2.165304\|region:ES-CT_type:landmark_source:cawiki}} · [[Categoria:Figuera del Parc de les Aigües]]                                                  |                                                                                          |
| Pi blanc                                            | AL 1997   | Pinus halepensis                   | 18,5 m*2,30 m*12 m Nascut cap al 1877                       | Barcelona c. Saldes 3 (parròquia Sant Genís dels Agudells) Horta-Guinardó 41° 25′ 40″ N, 2° 08′ 09″ E / 41.427681°N,2.135875°E                                                                              | MA-080193/0125-07-97 | {{ca\|Pi blanc (Barcelona)}} · {{WLE-AD-ES\|MA-080193/0125-07-97}} · {{Object location dec\|41.427681\|2.135875\|region:ES-CT_type:landmark_source:cawiki}} · [[Categoria:Natural heritage sites in Spain]]                                                |                                                                                          |
| Teix                                                | AL 1994   | Taxus baccata                      | 14 m*1,68 m*9 m Nascut cap al 1894                          | Barcelona av. C. Vidal i Barraquer, 1 (Seminari Martí Codolar) Horta-Guinardó 41° 25′ 43″ N, 2° 08′ 57″ E / 41.428514°N,2.149249°E                                                                          | MA-080193/0082-07-94 | {{ca\|Teix (Barcelona)}} · {{WLE-AD-ES\|MA-080193/0082-07-94}} · {{Object location dec\|41.428514\|2.149249\|region:ES-CT_type:landmark_source:cawiki}} · [[Categoria:Natural heritage sites in Spain]]                                                    |                                                                                          |
| Arboç                                               | AL 1993   | Arbutus unedo                      | 6 m*1 m*6,20 m Nascut cap al 1913                           | Barcelona Parc del Laberint d'Horta Horta-Guinardó 41° 26′ 25″ N, 2° 08′ 47″ E / 41.440167°N,2.146317°E | MA-080193/0017-07-93 | {{ca\|Arboç (Barcelona)}} · {{WLE-AD-ES\|MA-080193/0017-07-93}} · {{Object location dec\|41.440167\|2.146317\|region:ES-CT_type:landmark_source:cawiki}} · [[Categoria:Natural heritage sites in Spain]]                                                   |                                                                                          |
| Til·ler                                             | AL 2003   | Tilia tomentosa                    | 25 m*2,8 m*23 m Nascut cap al 1910                          | Barcelona Parc del Laberint Horta-Guinardó 41° 26′ 23″ N, 2° 08′ 50″ E / 41.439612°N,2.147315°E | MA-080193/0144-07-03 | {{ca\|Til·ler (Barcelona)}} · {{WLE-AD-ES\|MA-080193/0144-07-03}} · {{Object location dec\|41.439612\|2.147315\|region:ES-CT_type:landmark_source:cawiki}} · [[Categoria:Natural heritage sites in Spain]]                                                 |                                                                                          |
| Pi pinyer                                           | AL 1996   | Pinus pinea                        | 13 m*2,45 m*9 m Nascut cap al 1886                          | Barcelona c. Nazaret, 16 Horta-Guinardó 41° 25′ 23″ N, 2° 08′ 21″ E / 41.422979°N,2.139156°E | MA-080193/0121-07-96 | {{ca\|Pi pinyer (Barcelona)}} · {{WLE-AD-ES\|MA-080193/0121-07-96}} · {{Object location dec\|41.422979\|2.139156\|region:ES-CT_type:landmark_source:cawiki}} · [[Categoria:Natural heritage sites in Spain]]                                               |                                                                                          |
| Fotínia                                             | AL 1993   | Photinia glabra                    | 11 m*1,20 m*8,50 m Nascut cap al 1893                       | Barcelona Parc de les Aigües del Guinardó Horta-Guinardó 41° 24′ 47″ N, 2° 09′ 56″ E / 41.413194°N,2.165599°E                                                                                               | MA-080193/0027-07-93 | {{ca\|Fotínia (Barcelona)}} · {{WLE-AD-ES\|MA-080193/0027-07-93}} · {{Object location dec\|41.413194\|2.165599\|region:ES-CT_type:landmark_source:cawiki}} · [[Categoria:Fotínia del parc de les Aigües]]                                                  |                                                                                          |
| Sequoia                                             | AL 1993   | Sequoia sempervirens               | 23 m*2,2 m*5,4 m Nascut cap al 1923                         | Barcelona Parc del Laberint d'Horta Horta-Guinardó 41° 26′ 24″ N, 2° 08′ 46″ E / 41.439915°N,2.146022°E | MA-080193/0016-07-93 | {{ca\|Sequoia (Barcelona)}} · {{WLE-AD-ES\|MA-080193/0016-07-93}} · {{Object location dec\|41.439915\|2.146022\|region:ES-CT_type:landmark_source:cawiki}} · [[Categoria:Natural heritage sites in Spain]]                                                 |                                                                                          |
| Alzines del parc del Laberint                       | DL 1993   | Quercus ilex                       | 16 m*2,10 m*- Nascudes cap al 1903                          | Barcelona Parc del Laberint d'Horta Horta-Guinardó 41° 26′ 24″ N, 2° 08′ 47″ E / 41.440123°N,2.146491°E | MA-080193/0043-07-93 | {{ca\|Alzines del parc del Laberint(Barcelona)}} · {{WLE-AD-ES\|MA-080193/0043-07-93}} · {{Object location dec\|41.440123\|2.146491\|region:ES-CT_type:landmark_source:cawiki}} · [[Categoria:Natural heritage sites in Spain]]                            |                                                                                          |
| Arbre de l'amor                                     | AL 1994   | Cercis siliquastrum                | 9 m*2,09 m*10 m Nascut cap al 1914                          | Barcelona c. Panorama, s/n Horta-Guinardó 41° 25′ 09″ N, 2° 09′ 52″ E / 41.419055°N,2.164325°E | MA-080193/0080-07-94 | {{ca\|Arbre de l'amor (Barcelona)}} · {{WLE-AD-ES\|MA-080193/0080-07-94}} · {{Object location dec\|41.419055\|2.164325\|region:ES-CT_type:landmark_source:cawiki}} · [[Categoria:Arbre de l'amor del carrer Panorama]]                                     |                                                                                          |
| Datiler                                             | AL 1994   | Phoenix dactylifera                | 10- 14,5- 16 m*-*7- 6- 8 m Nascut cap al 1914               | Barcelona Passatge de les Palmeres Nou Barris 41° 25′ 45″ N, 2° 10′ 04″ E / 41.429156°N,2.167645°E | MA-080193/0087-08-94 | {{ca\|Datiler (Barcelona)}} · {{WLE-AD-ES\|MA-080193/0087-08-94}} · {{Object location dec\|41.429156\|2.167645\|region:ES-CT_type:landmark_source:cawiki}} · [[Categoria:Palmera del passatge de les Palmeres]]                                            |                                                                                          |
| Livistona                                           | AL 1994   | Livistona australis                | 14 m*0,96 m*5 m Nascut cap al 1924                          | Barcelona Consell Municipal del Districte de Nou Barris Nou Barris 41° 26′ 13″ N, 2° 10′ 15″ E / 41.436899°N,2.17091°E                                                                                      | MA-080193/0088-08-94 | {{ca\|Livistona (Barcelona)}} · {{WLE-AD-ES\|MA-080193/0088-08-94}} · {{Object location dec\|41.436899\|2.17091\|region:ES-CT_type:landmark_source:cawiki}} · [[Categoria:Natural heritage sites in Spain]]                                                |                                                                                          |
| Tipuanes de la plaça del Virrei Amat                | DL 1996   | Tipuana tipu 11 exemplars          | 8-12 m*0,80 m*6-8 m Nascut cap al 1956                      | Barcelona pl. Virrei Amat Nou Barris 41° 25′ 49″ N, 2° 10′ 29″ E / 41.430155°N,2.174853°E | MA-080193/0123-08-96 | {{ca\|Tipuanes de la plaça del Virrei Amat(Barcelona)}} · {{WLE-AD-ES\|MA-080193/0123-08-96}} · {{Object location dec\|41.430155\|2.174853\|region:ES-CT_type:landmark_source:cawiki}} · [[Categoria:Tipuanes de la plaça del Virrei Amat]]                |                                                                                          |
| Pineda del Turó de la Peira                         | DL 1993   | Pinus halepensis                   | 10-22 m*1,70 m*- Nascuts cap al 1913                        | Barcelona Parc del Turó de la Peira Nou Barris 41° 26′ 01″ N, 2° 09′ 52″ E / 41.433589°N,2.164553°E | MA-080193/0041-08-93 | {{ca\|Pineda del Turó de la Peira (Barcelona)}} · {{WLE-AD-ES\|MA-080193/0041-08-93}} · {{Object location dec\|41.433589\|2.164553\|region:ES-CT_type:landmark_source:cawiki}} · [[Categoria:Pineda del Turó de la Peira]]                                 |                                                                                          |
| Washingtònia                                        | AL 1994   | Washingtonia robusta               | 27 m*0,70 m*- Nascut cap al 1894                            | Barcelona c. Piferrer, 94 (Can Verdaguer) Nou Barris 41° 26′ 04″ N, 2° 10′ 44″ E / 41.434428°N,2.179027°E                                                                                                   | MA-080193/0085-08-94 | {{ca\|Washingtònia (Barcelona)}} · {{WLE-AD-ES\|MA-080193/0085-08-94}} · {{Object location dec\|41.434428\|2.179027\|region:ES-CT_type:landmark_source:cawiki}} · [[Categoria:Washingtònia de Can Verdaguer]]                                              |                                                                                          |
| Washingtònia                                        | AL 1994   | Washingtonia robusta               | 20 m*1 m*4 m Nascut cap al 1904                             | Barcelona pg. Maragall, 240 (jardins de la torre Llobeta) Nou Barris 41° 25′ 36″ N, 2° 10′ 26″ E / 41.426605°N,2.17389°E                                                                                    | MA-080193/0086-08-94 | {{ca\|Washingtònia (Barcelona)}} · {{WLE-AD-ES\|MA-080193/0086-08-94}} · {{Object location dec\|41.426605\|2.17389\|region:ES-CT_type:landmark_source:cawiki}} · [[Categoria:Washingtònies de Torre Llobeta]]                                              |                                                                                          |
| Eucaliptus                                          | AL 1993   | Eucalyptus camaldulensis           | 24 m*2,60 m*17 m Nascut cap al 1913                         | Barcelona c. Gasela, 19 Nou Barris 41° 26′ 31″ N, 2° 10′ 09″ E / 41.441952°N,2.169186°E | MA-080193/0018-08-93 | {{ca\|Eucaliptus (Barcelona)}} · {{WLE-AD-ES\|MA-080193/0018-08-93}} · {{Object location dec\|41.441952\|2.169186\|region:ES-CT_type:landmark_source:cawiki}} · [[Categoria:Natural heritage sites in Spain]]                                              |                                                                                          |
| Acàcia del Japó                                     | AL 1994   | Sophora japonica                   | 11 m*2,20 m*10 m Nascut cap al 1899                         | Barcelona c. Pou Mas Duran (pl. Santa Engràcia) Nou Barris 41° 26′ 35″ N, 2° 10′ 50″ E / 41.442958°N,2.180577°E                                                                                             | MA-080193/0089-08-94 | {{ca\|Acàcia del Japó (Barcelona)}} · {{WLE-AD-ES\|MA-080193/0089-08-94}} · {{Object location dec\|41.442958\|2.180577\|region:ES-CT_type:landmark_source:cawiki}} · [[Categoria:Acàcia del Japó del carrer del Mas Duran]]                                |                                                                                          |
| Lledoner                                            | AL 2014   | Celtis australis                   | 11/12m*-*11/12m Nascut cap al entre 70 i 90 anys            | Barcelona Plaça de Josep Andreu Abelló Sant Andreu 41° 26′ 54″ N, 2° 11′ 26″ E / 41.448257°N,2.190674°E | MA-080193/0164-09-13 | {{ca\|Lledoner (Barcelona)}} · {{WLE-AD-ES\|MA-080193/0164-09-13}} · {{Object location dec\|41.448257\|2.190674\|region:ES-CT_type:landmark_source:cawiki}} · [[Categoria:Natural heritage sites in Spain]]                                                |                                                                                          |
| Datiler                                             | AL 1993   | Phoenix dactylifera                | 19 m*1,40 m*6 m Nascut cap al 1903                          | Barcelona c. Olesa / av. Meridiana Sant Andreu 41° 25′ 29″ N, 2° 11′ 10″ E / 41.424737°N,2.186038°E | MA-080193/0038-09-93 | {{ca\|Datiler (Barcelona)}} · {{WLE-AD-ES\|MA-080193/0038-09-93}} · {{Object location dec\|41.424737\|2.186038\|region:ES-CT_type:landmark_source:cawiki}} · [[Categoria:Palmera datilera del carrer Olesa]]                                               |                                                                                          |
| Plàtans de la plaça Nadal                           | DL 1993   | Platanus X hispanica               | 10- 24 m*2,40 m*6- 15 m Nascut cap al 1903                  | Barcelona pl. Nadal Sant Andreu 41° 25′ 44″ N, 2° 11′ 19″ E / 41.428892°N,2.188591°E | MA-080193/0034-09-93 | {{ca\|Plàtans de la plaça Nadal (Barcelona)}} · {{WLE-AD-ES\|MA-080193/0034-09-93}} · {{Object location dec\|41.428892\|2.188591\|region:ES-CT_type:landmark_source:cawiki}} · [[Categoria:Plàtans de la plaça Nadal]]                                     |                                                                                          |
| Acàcia de tres punxes                               | AL 1993   | Gleditsia triacanthos              | 13 m*2,40 m*9 m Nascut cap al 1913                          | Barcelona pl. de l'Estació Sant Andreu 41° 26′ 10″ N, 2° 11′ 35″ E / 41.436202°N,2.193001°E | MA-080193/0037-09-93 | {{ca\|Acàcia de tres punxes (Barcelona)}} · {{WLE-AD-ES\|MA-080193/0037-09-93}} · {{Object location dec\|41.436202\|2.193001\|region:ES-CT_type:landmark_source:cawiki}} · [[Categoria:Acàcia de l'estació de Sant Andreu Comtal]]                         |                                                                                          |
| Morera                                              | AL 1994   | Morus alba                         | 14 m*3,05 m*13 m Nascut cap al 1929                         | Barcelona c. Adrall / c. Granadella Sant Andreu 41° 26′ 17″ N, 2° 12′ 11″ E / 41.437933°N,2.202936°E | MA-080193/0090-09-94 | {{ca\|Morera (Barcelona)}} · {{WLE-AD-ES\|MA-080193/0090-09-94}} · {{Object location dec\|41.437933\|2.202936\|region:ES-CT_type:landmark_source:cawiki}} · [[Categoria:Natural heritage sites in Spain]]                                                  |                                                                                          |
| Washingtònia                                        | AL 1993   | Washingtonia robusta               | 16 i 17 m*-*7 m Nascut cap al 1913                          | Barcelona c. Camil Fabra Sant Andreu 41° 25′ 46″ N, 2° 11′ 14″ E / 41.429415°N,2.187132°E | MA-080193/0004-09-93 | {{ca\|Washingtònia (Barcelona)}} · {{WLE-AD-ES\|MA-080193/0004-09-93}} · {{Object location dec\|41.429415\|2.187132\|region:ES-CT_type:landmark_source:cawiki}} · [[Categoria:Washingtònies del carrer Camil Fabra]]                                       |                                                                                          |
| Pi pinyer                                           | AL 1996   | Pinus pinea                        | 20 m*2,40 m*17 m Nascut cap al 1896                         | Barcelona c. Malats / c. Fraga (Casal d'Avis) Sant Andreu 41° 26′ 10″ N, 2° 11′ 15″ E / 41.436141°N,2.187384°E                                                                                              | MA-080193/0122-09-96 | {{ca\|Pi pinyer (Barcelona)}} · {{WLE-AD-ES\|MA-080193/0122-09-96}} · {{Object location dec\|41.436141\|2.187384\|region:ES-CT_type:landmark_source:cawiki}} · [[Categoria:Natural heritage sites in Spain]]                                               |                                                                                          |
| Sòfora del Japó                                     | AL 1997   | Sophora japonica                   | 11 m*1,50 m*6 m                                             | Barcelona c. Biosca (Tàrrega / Granadella) Sant Andreu 41° 26′ 20″ N, 2° 12′ 26″ E / 41.438894°N,2.207104°E                                                                                                 | MA-080193/0126-09-97 | {{ca\|Sòfora del Japó (Barcelona)}} · {{WLE-AD-ES\|MA-080193/0126-09-97}} · {{Object location dec\|41.438894\|2.207104\|region:ES-CT_type:landmark_source:cawiki}} · [[Categoria:Natural heritage sites in Spain]]                                         |                                                                                          |
| Freixe de fulla estreta                             | AL 1993   | Fraxinus angustifolia              | 11 m*2 m*6,50 m Nascut cap al 1943                          | Barcelona c. Tàrrega 50 (c. Bellmunt-Ardèvol) Sant Andreu 41° 26′ 16″ N, 2° 12′ 22″ E / 41.437655°N,2.205999°E                                                                                              | MA-080193/0029-09-93 | {{ca\|Freixe de fulla estreta (Barcelona)}} · {{WLE-AD-ES\|MA-080193/0029-09-93}} · {{Object location dec\|41.437655\|2.205999\|region:ES-CT_type:landmark_source:cawiki}} · [[Categoria:Natural heritage sites in Spain]]                                 |                                                                                          |
| Palmera de Canàries                                 | AL 1994   | Phoenix canariensis                | 16 m*2,10 m*6 m Nascut cap al 1904                          | Barcelona c. Guipúscoa / c. Bac de Roda Sant Martí 41° 24′ 53″ N, 2° 11′ 41″ E / 41.414798°N,2.194622°E | MA-080193/0092-10-94 | {{ca\|Palmera de Canàries (Barcelona)}} · {{WLE-AD-ES\|MA-080193/0092-10-94}} · {{Object location dec\|41.414798\|2.194622\|region:ES-CT_type:landmark_source:cawiki}} · [[Categoria:Palmera del Clot]]                                                    |                                                                                          |
| Bellaombra                                          | AL 1994   | Phytolacca dioica                  | 9,50 m*1,75 m*7,5 m Nascut cap al 1924                      | Barcelona pl. Prim Sant Martí 41° 23′ 58″ N, 2° 12′ 24″ E / 41.399514°N,2.206787°E | MA-080193/0091-10-94 | {{ca\|Bellaombra (Barcelona)}} · {{WLE-AD-ES\|MA-080193/0091-10-94}} · {{Object location dec\|41.399514\|2.206787\|region:ES-CT_type:landmark_source:cawiki}} · [[Categoria:Natural heritage sites in Spain]]                                              |                                                                                          |
| Àlber                                               | AL 1998   | Populus alba "Pyramidalis"         | 19 m*2,61 m*9 m Nascut cap al 1968                          | Barcelona c. Ferrer Bassa / ptge. Xavier Nogués (passatge) Sant Martí 41° 25′ 00″ N, 2° 12′ 54″ E / 41.416712°N,2.215129°E                                                                                  | MA-080193/0135-10-98 | {{ca\|Àlber (Barcelona)}} · {{WLE-AD-ES\|MA-080193/0135-10-98}} · {{Object location dec\|41.416712\|2.215129\|region:ES-CT_type:landmark_source:cawiki}} · [[Categoria:Natural heritage sites in Spain]]                                                   |                                                                                          |
| Plàtan d'ombra                                      | AL 1997   | Platanus X hispanica               | 15 m*2,95 m*20 m Nascut cap al 1917                         | Barcelona c. Cantàbria, 72 Sant Martí 41° 25′ 25″ N, 2° 11′ 56″ E / 41.423679°N,2.198843°E | MA-080193/0129-10-97 | {{ca\|Plàtan d'ombra (Barcelona)}} · {{WLE-AD-ES\|MA-080193/0129-10-97}} · {{Object location dec\|41.423679\|2.198843\|region:ES-CT_type:landmark_source:cawiki}} · [[Categoria:Natural heritage sites in Spain]]                                          |                                                                                          |
| Palmera de Canàries                                 | AL 1994   | Phoenix canariensis                | 17,5 m*2,50 m*5 m Nascut cap al 1904                        | Barcelona pl. de la Palmera de Sant Martí Sant Martí 41° 25′ 13″ N, 2° 12′ 17″ E / 41.420284°N,2.204803°E                                                                                                   | MA-080193/0093-10-94 | {{ca\|Palmera de Canàries (Barcelona)}} · {{WLE-AD-ES\|MA-080193/0093-10-94}} · {{Object location dec\|41.420284\|2.204803\|region:ES-CT_type:landmark_source:cawiki}} · [[Categoria:Natural heritage sites in Spain]]                                     |                                                                                          |
| Eucaliptus del carrer dels Germans Serra            | DL 1993   | Eucalyptus camaldulensis           | 22 m*2,40 m*10 m Nascut cap al 1913                         | Barcelona c. Germans Serra Sant Martí 41° 25′ 04″ N, 2° 12′ 48″ E / 41.41777°N,2.213439°E | MA-080193/0020-10-93 | {{ca\|Eucaliptus del carrer dels Germans Serra (Barcelona)}} · {{WLE-AD-ES\|MA-080193/0020-10-93}} · {{Object location dec\|41.41777\|2.213439\|region:ES-CT_type:landmark_source:cawiki}} · [[Categoria:Eucaliptus del carrer dels Germans Serra]]        |                                                                                          |
| Plàtans de la carretera de Mataró                   | DL 1993   | Platanus X hispanica               | 14 m*3,47 m*7 m Nascut cap al 1903                          | Barcelona c. Pere IV / Prim Sant Martí 41° 25′ 07″ N, 2° 12′ 34″ E / 41.41861°N,2.209314°E | MA-080193/0008-10-93 | {{ca\|Plàtans de la carretera de Mataró (Barcelona)}} · {{WLE-AD-ES\|MA-080193/0008-10-93}} · {{Object location dec\|41.41861\|2.209314\|region:ES-CT_type:landmark_source:cawiki}} · [[Categoria:Plàtans de la carretera de Mataró (Barcelona)]]          |                                                                                          |
| Tarongers de Sant Martí de Provençals               | DL 1993   | Citrus aurantium                   | 4 i 5 m*0,35- 0,60 m*3- 4 m Nascut cap al 1958              | Barcelona pl. Ignasi Juliol (pati Església Sant Martí de Provençals) Sant Martí 41° 25′ 15″ N, 2° 11′ 49″ E / 41.420787°N,2.196938°E                                                                        | MA-080193/0033-10-93 | {{ca\|Tarongers de Sant Martí de Provençals (Barcelona)}} · {{WLE-AD-ES\|MA-080193/0033-10-93}} · {{Object location dec\|41.420787\|2.196938\|region:ES-CT_type:landmark_source:cawiki}} · [[Categoria:Natural heritage sites in Spain]]                   |                                                                                          |